# Václav Havel
Václav Havel (5. října 1936 Praha – 18. prosince 2011 Vlčice-Hrádeček) byl český dramatik, esejista, disident a kritik komunistického režimu, později politik a státník. Byl devátým a posledním prezidentem Československa (1989–1992) a prvním prezidentem České republiky (1993–2003).
Václav Havel působil v 60. letech 20. století v Divadle Na zábradlí, kde jej také proslavily hry Zahradní slavnost (1963) a Vyrozumění (1965). V době kolem pražského jara se zapojil do politické diskuse a prosazoval zavedení demokratické společnosti. Po násilném potlačení reforem vojenskou invazí států Varšavské smlouvy byl postižen zákazem publikovat a stal se jedním z prominentních disidentů, kritiků tehdejšího normalizačního režimu. Vystupoval na obranu politických vězňů a stal se spoluzakladatelem a jedním z prvních mluvčích občanské iniciativy za dodržování lidských práv Charta 77. To upevnilo jeho mezinárodní prestiž, ale také mu vyneslo celkem asi pět let věznění. V této době napsal kromě dalších divadelních her také vlivné eseje, například Moc bezmocných (1978). 
Po vypuknutí sametové revoluce v listopadu 1989 se stal jedním ze spoluzakladatelů protikomunistického hnutí Občanské fórum a jako jeho kandidát byl 29. prosince 1989 zvolen prezidentem Československa. Měl zásadní vliv na směřování země k parlamentní demokracii a zapojení do politických struktur západní civilizace. V roce 1992 se mu však nepodařilo zabránit rozpadu československého státu na dvě samostatné republiky: Českou a Slovenskou. Od roku 1993 byl po dvě funkční období prezidentem České republiky. Jako prezident vyvedl Československo z Varšavské smlouvy (1. července 1991) a výrazně přispěl ke vstupu nástupnické České republiky do Severoatlantické aliance (NATO) v roce 1999. Výrazně prosazoval také přijetí země do Evropské unie, uskutečněné v roce 2004, po jeho odchodu z funkce prezidenta.
Jako literát se světově proslavil svými dramaty v duchu absurdního divadla, v nichž se mimo jiné zabýval tématy moci, byrokracie a jazyka, a také svým esejistickým dílem. V esejích a dopisech z vězení se vedle politických analýz zaobíral filozofickými otázkami svobody, moci, morálky či transcendence. Věnoval se také experimentální poezii; básně psané především v 60. letech obsahuje jeho sbírka Antikódy.

## Život

### Mládí

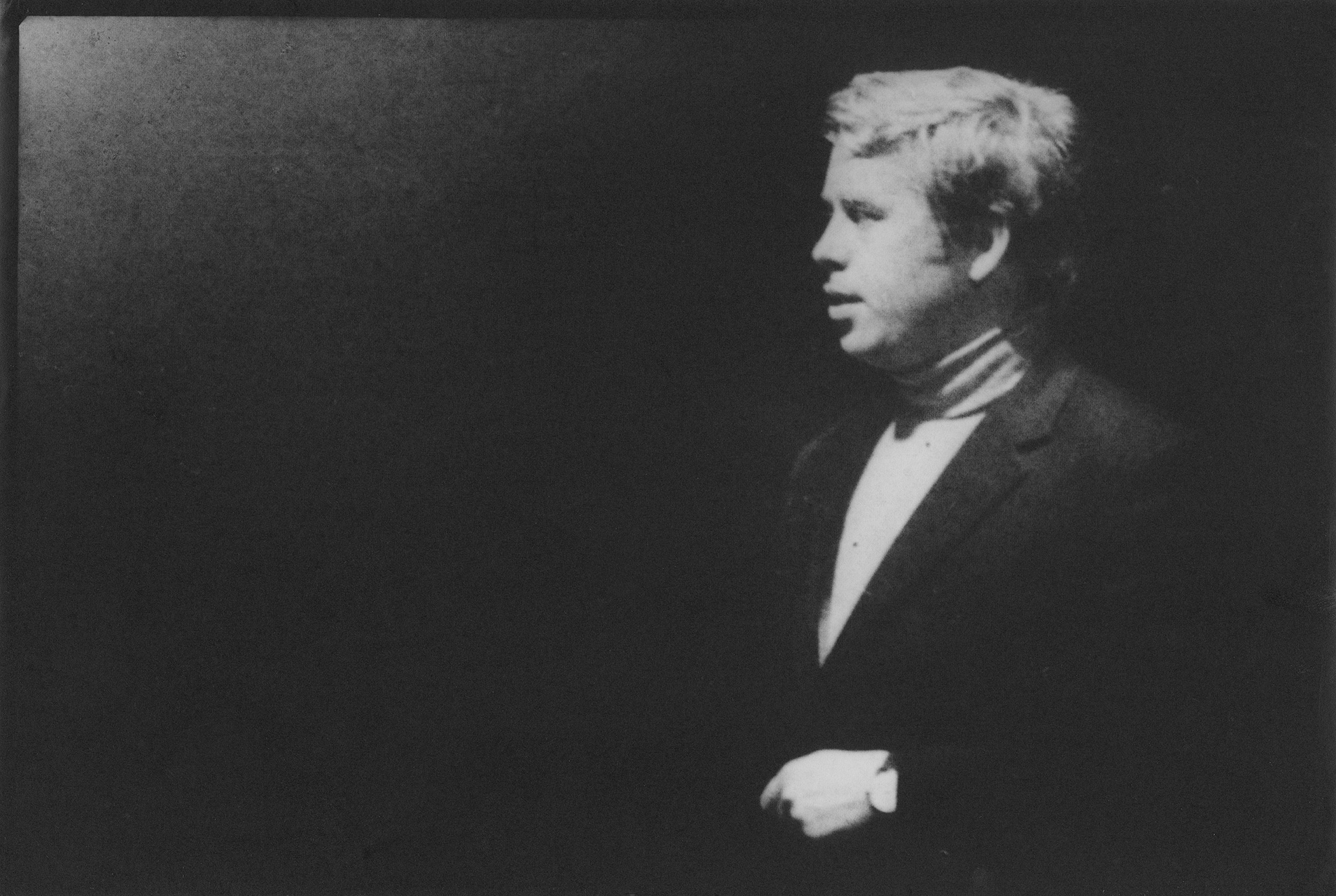
Havel v roce 1965

Václav Havel se narodil v Praze v podnikatelské a intelektuálské rodině Václava M. Havla (1897–1979) a jeho manželky Boženy, rozené Vavrečkové (1913–1970). Měl mladšího bratra Ivana M. Havla (1938–2021). Byl vnukem československého diplomata Huga Vavrečky i stavitele paláce Lucerna Vácslava Havla. Jeho strýcem byl zakladatel AB Barrandov Miloš Havel. Druhou světovou válku rodina přečkala v ústraní na Havlově na Českomoravské vrchovině. Po osvobození Československa v roce 1945 navštěvoval elitní internátní školu v Poděbradech (spolu s Milošem Formanem či bratry Mašínovými), jež však byla v roce 1950 zrušena. Byl členem skautského oddílu ve středisku Šipka, získal skautskou přezdívku Chrobák. Po ukončení základní školní docházky měl v komunistickém režimu kvůli svému „buržoaznímu“ původu potíže získat umístění na střední škole podle vlastní volby. Proto nastoupil v roce 1951 do učebního oboru jako chemický laborant, a pražskou Střední všeobecně vzdělávací školu pro pracující ve Štěpánské ulici 22 studoval večerně. Maturitu složil roku 1954. Byl přeučeným levákem.
Jako literát Havel debutoval v roce 1955 v časopise Květen. Až do roku 1969, kdy mu bylo publikování v Československu zakázáno, uveřejňoval své texty v periodikách Divadelní noviny, Divadlo, Host do domu, Literární noviny, Sešity pro mladou literaturu (Sešity pro literaturu a diskusi), Tvář a Zítřek.
Z kádrových důvodů nebyl přijat na žádnou vysokou školu humanitního zaměření, a proto v letech 1955–1957 studoval na ekonomicko-inženýrské fakultě Českého vysokého učení technického v Praze. Poté se pokusil přestoupit na pražskou filmovou fakultu Akademie múzických umění, byl však odmítnut a zpět na České vysoké učení technické už přijat nebyl.
V roce 1956 vystoupil s kritickým projevem na konferenci (sjezdu) Svazu spisovatelů v Dobříši. Po skončení základní vojenské služby, kterou absolvoval v letech 1957–1959, pracoval jako jevištní technik nejprve v Divadle ABC a od roku 1960 ve stejné pozici v Divadle Na zábradlí. Roku 1959 napsal svou první divadelní hru, jednoaktovku Rodinný večer. Jeho druhou hru, Zahradní slavnost, uvedlo Divadlo Na zábradlí 3. prosince 1963. V průběhu 60. let zároveň pracoval jako asistent režie Alfréda Radoka v Městských divadlech pražských. Dálkově studoval dramaturgii na Divadelní fakultě Akademie múzických umění, kterou absolvoval roku 1966 (v té době se ovšem akademické tituly neudělovaly a titul MgA. byl Havlovi přiznán až po změně legislativy v roce 1990). Diplomovou práci tvořila jeho vlastní hra Eduard (později uvedena jako Ztížená možnost soustředění) a její teoretický rozbor. Posléze se stal dramaturgem Divadla Na zábradlí.
Po osmileté známosti se 9. července 1964 oženil na žižkovské radnici na Praze 3 s Olgou Šplíchalovou (manželství zůstalo bezdětné, protože Olga nemohla mít děti). Roku 1965 se stal členem redakční rady literárního měsíčníku Tvář a v Divadle Na zábradlí uvedl hru Vyrozumění. Roku 1966 vydal svou první knihu Protokoly, jež vedle her Zahradní slavnost a Vyrozumění obsahovala sbírku typogramů a dva eseje.

### Pražské jaro

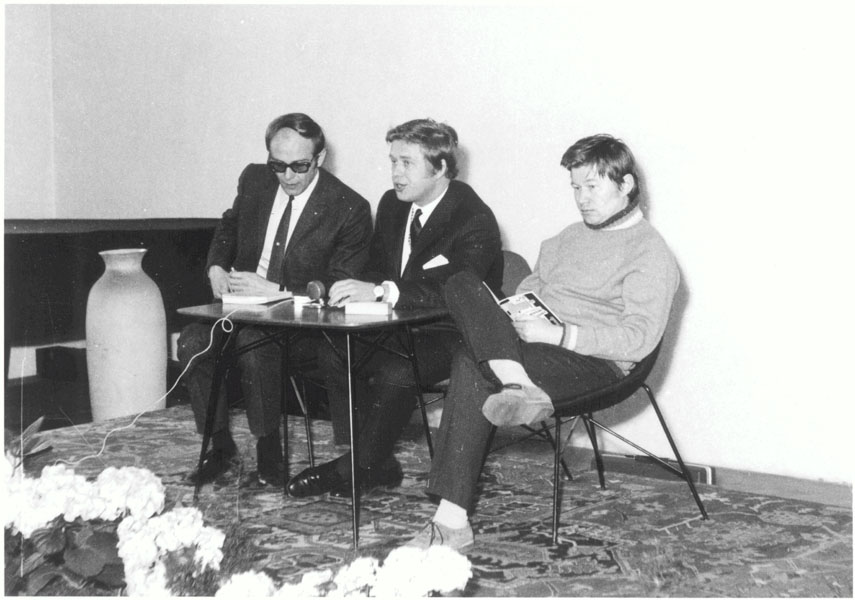
Václav Havel a Václav Sloup během autorského čtení v Památníku národního písemnictví, 1969

Během pražského jara se Václav Havel stal jednou z důležitých postav liberálního, nekomunistického křídla podporovatelů reforem. Upozornil na sebe již v předvečer pražského jara, když v červnu 1967 na IV. sjezdu československých spisovatelů pronesl kritický projev odsuzující dobové cenzurní praktiky, po kterém byl na příkaz Ústředního výboru Komunistické strany Československa (ÚV KSČ) spolu s Ivanem Klímou, Pavlem Kohoutem a Ludvíkem Vaculíkem vyškrtnut z kandidátky vedení Svazu československých spisovatelů.
V březnu 1968 se připojil k otevřenému dopisu sto padesáti spisovatelů a kulturních pracovníků adresovanému ÚV KSČ. V dubnu téhož roku se stal předsedou Kruhu nezávislých spisovatelů a v časopise Literární listy uveřejnil text, v němž požadoval ukončení mocenského monopolu KSČ a zavedení systému více politických stran. V témže měsíci se v Divadle Na zábradlí konala premiéra jeho hry Ztížená možnost soustředění.
Na podzim 1968 se stal členem ústředního výboru Svazu československých spisovatelů, kde zůstal až do rozpuštění svazu roku 1970. Svaz spisovatelů, v jehož čele stál Jaroslav Seifert, ještě v červnu 1969 na svém sjezdu protestoval proti okupační politice a cenzuře, byl však brzy nato komunistickou mocí potlačen a jeho čelní představitelé ztratili možnost publikovat. V únoru 1969 se v časopise Tvář zapojil do polemiky s článkem Milana Kundery „Český úděl“ z prosince předchozího roku a v opozici proti Kunderově odkazu na minulé národní hrdinství nastolil program aktivního, do budoucnosti zaměřeného boje za trvalé humánní a kulturní hodnoty.

### Působení v disentu

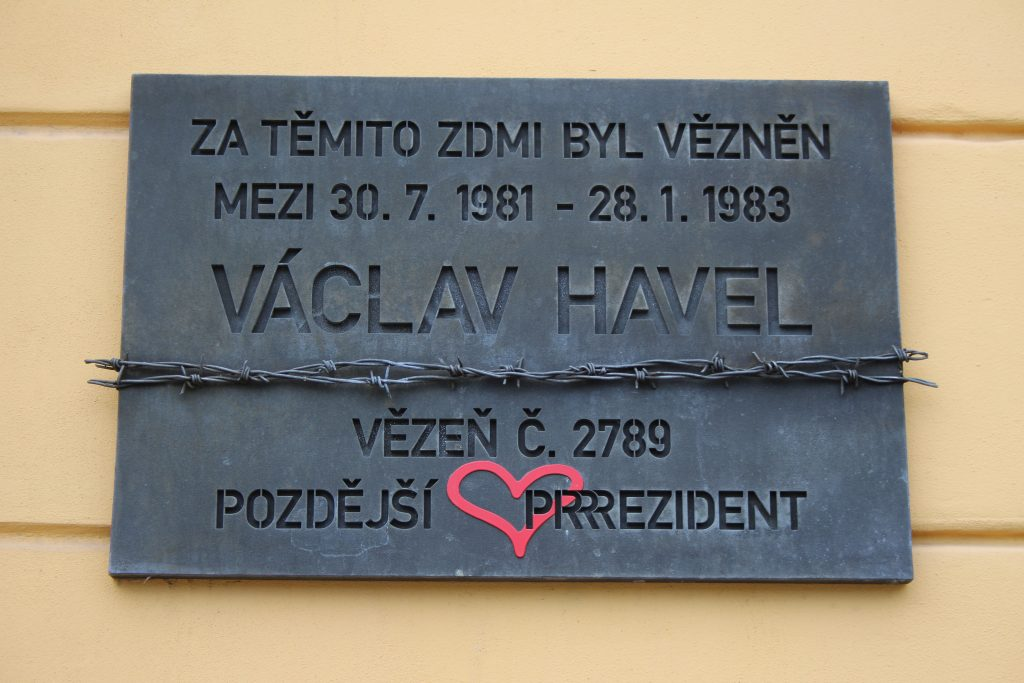
Pamětní deska Václavu Havlovi na věznici Bory

Po potlačení pražského jara musel Václav Havel opustit divadlo a jeho díla se v Československu přestala vydávat a hrát. Byl však již autorem uznávaným i v zahraničí – již roku 1968 obdržel Rakouskou státní cenu za evropskou literaturu a dvakrát v New Yorku získal cenu Obie za hry Vyrozumění (1969) a Ztížená možnost soustředění (1970). To pro něho v následujících dvaceti letech normalizace znamenalo jistou finanční nezávislost a podporu světového veřejného mínění, kdykoli byl komunistickým režimem za své názory vězněn.
K prvnímu výročí obsazení Československa vojsky Varšavské smlouvy, 21. srpna 1969, vyšla petice Deset bodů ostře odmítající okupaci a její politické a kulturní důsledky. Spolu s ostatními prominentními signatáři byl policií vyšetřován a později obviněn z „podvracení republiky“. Ještě koncem roku 1969 však byl uveřejněn Havlem uspořádaný sborník prací osmnácti autorů Podoby 2.
V roce 1972 podepsal další spisovatelskou petici, požadující propuštění politických vězňů. Roku 1974 devět měsíců pracoval v trutnovském pivovaru jako dělník. V následujícím roce s Daňou Horákovou založil samizdatovou strojopisnou ediční řadu pro nezávislou literaturu Expedice a uveřejnil otevřený dopis prezidentu Gustávu Husákovi, ve kterém kritizoval stav „normalizované“ společnosti, plné strachu, zbavené svobody a sebereflexe. V listopadu 1975 proběhla premiéra další Havlovy hry Žebrácká opera, kterou bez uvedení jména autora nastudovalo amatérské divadlo Na tahu v režii Andreje Kroba.
| „                                       | Charta 77 je volné, neformální a otevřené společenství lidí různých přesvědčení, různé víry a různých profesí, které spojuje vůle jednotlivě i společně se zasazovat o respektování občanských a lidských práv v naší zemi i ve světě. | “ |
| — Z Prohlášení Charty 77, 1. leden 1977 | |   |

V roce 1976 začal komunistický režim pronásledovat hudebníky z nezávislé rockové scény. Čtyři nekonformní umělci z okolí skupiny The Plastic People of the Universe byli uvězněni a Václav Havel se spolu s Jiřím Němcem a dalšími postavil na jejich obranu. Vlna solidarity světové veřejnosti i domácích disidentů, kterou pomohli vyvolat, vedla ke vzniku občanské iniciativy Charta 77, zaměřené na dodržování lidských práv, jež své první prohlášení datovala k 1. lednu 1977. Václav Havel se – spolu s Janem Patočkou a Jiřím Hájkem – stal jedním z prvních mluvčích Charty. Následkem toho strávil v lednu až květnu 1977 pět měsíců ve vyšetřovací vazbě, v říjnu pak byl odsouzen za poškozování zájmů republiky v cizině na 14 měsíců podmíněně, další vyšetřovací vazba ho čekala v lednu až březnu 1978.
V dubnu 1978 se stal spoluzakladatelem a mluvčím Výboru na obranu nespravedlivě stíhaných (VONS), který v Československu monitoroval případy politických vězňů a zasazoval se o jejich propuštění. Téhož roku uveřejnil esej Moc bezmocných, analýzu fungování komunistického režimu a zároveň program nenásilného odporu vůči němu. Byl tehdy také jedním ze signatářů prohlášení Sto let českého socialismu, podle něhož československý režim, který se označoval jako socialistický, nedostál požadavkům dělnického hnutí formulovaným před sto lety.
V květnu 1979 byl spolu s ostatními členy VONS zatčen a strávil následujících pět měsíců ve vazbě. Odtud začal psát své ženě dopisy, které se staly základem knihy Dopisy Olze, vydané roku 1983. V říjnu 1979 se konal proces se skupinou disidentů a Havel byl za podvracení republiky odsouzen na čtyři a půl roku nepodmíněně. Do roku 1980 byl nejdříve vězněn na Pankráci, poté rok v Heřmanicích a mezi červencem 1981 a lednem 1983 na Borech. Téměř pětitelé věznění trvale zhoršilo jeho zdraví, zároveň však mezinárodní vlna solidarity zvýšila jeho prestiž doma i v zahraničí. Havlův blízký přítel Ivan Martin Jirous uvítal jeho propuštění příležitostnou básní, ve které si povšiml časové shody a přihlásil Havla i sebe k odkazu Jaroslava Haška.
Podle biskupa Václava Malého tehdy Havel dostal nabídku vyhnout se vězení a působit jako dramaturg v New Yorku, kterou se ale rozhodl přijmout pouze tehdy, kdyby byli osvobozeni i všichni ostatní členové skupiny. Od podzimu 1982 trpěl opakovanými zápaly plic. V únoru 1983 mu byl výkon trestu ze zdravotních důvodů přerušen, poté byl ještě v domácím vězení. V roce 2018 Jitka Vodňanská ve své knize uvedla, že s Havlem v roce 1984 čekala potomka; těhotenství skončilo umělým přerušením.
V době normalizace nepřestával psát divadelní hry, které však tehdy mohly být uváděny pouze v západních zemích. Mezi jeho jevištní díla té doby patří například Horský hotel (1976), Largo desolato (1984) a Pokoušení (1985). Nadále aktivně podporoval samizdat; roku 1987 se podílel na vzniku samizdatových Lidových novin a zůstal jejich častým přispěvatelem a členem redakční rady.
V roce 1988 se Václav Havel stal členem Českého helsinského výboru, který sledoval dodržování lidských práv, a 10. prosince 1988 vystoupil na první oficiálně povolené manifestaci opozičních seskupení v období normalizace, která se u příležitosti Mezinárodního dne lidských práv konala na pražském Škroupově náměstí. V pondělí 16. ledna 1989, na počátku série demonstrací během Palachova týdne, byl zatčen a v únoru odsouzen k devíti měsícům vězení za podněcování a ztěžování výkonu pravomoci veřejného činitele na základě falešných výpovědí. Po odvolání mu byl trest snížen na osm měsíců. Do 17. května 1989 trest vykonával na Pankráci, kdy byl podmínečně propuštěn, s odkladem na zkušební dobu 18 měsíců.  V červnu téhož roku stál u zrodu petice Několik vět. V září se stal mluvčím Charty 77 za uvězněného Alexandra Vondru. Naposledy zatčen byl v říjnu 1989, brzy nato však byl propuštěn na svobodu.
Dne 15. října 1989 byla Václavu Havlovi v jeho nepřítomnosti udělena významná Mírová cena německých knihkupců. Slavnostního aktu v bývalém kostele sv. Pavla (Paulskirche) ve Frankfurtu nad Mohanem za účasti nejvyšších představitelů Spolkové republiky Německo se Havel nemohl zúčastnit. Jeho děkovnou řeč za něj přednesl filmový herec Maximilian Schell.

### Sametová revoluce a volba československým prezidentem
Dne 17. listopadu 1989 začala rozehnáním studentské demonstrace tzv. sametová revoluce, která vedla ke konci čtyřicetileté vlády komunistického režimu v Československu. Václav Havel se 19. listopadu zúčastnil založení Občanského fóra (OF), protitotalitního hnutí sdružujícího reformní a demokratické síly české části federace, a od počátku patřil k jeho nejvlivnějším představitelům. V úterý 21. listopadu pak z balkónu paláce Hvězda, sídla nakladatelství Melantrich, poprvé promluvil jménem OF k demonstrantům shromážděným na zcela zaplněném Václavském náměstí v Praze. O necelý týden později již komunistický režim pod stálým tlakem masových demonstrací zeslábl natolik, že tyto demonstrace a Havlovy projevy na nich mohla přenášet do celé země a celého světa i Československá televize.

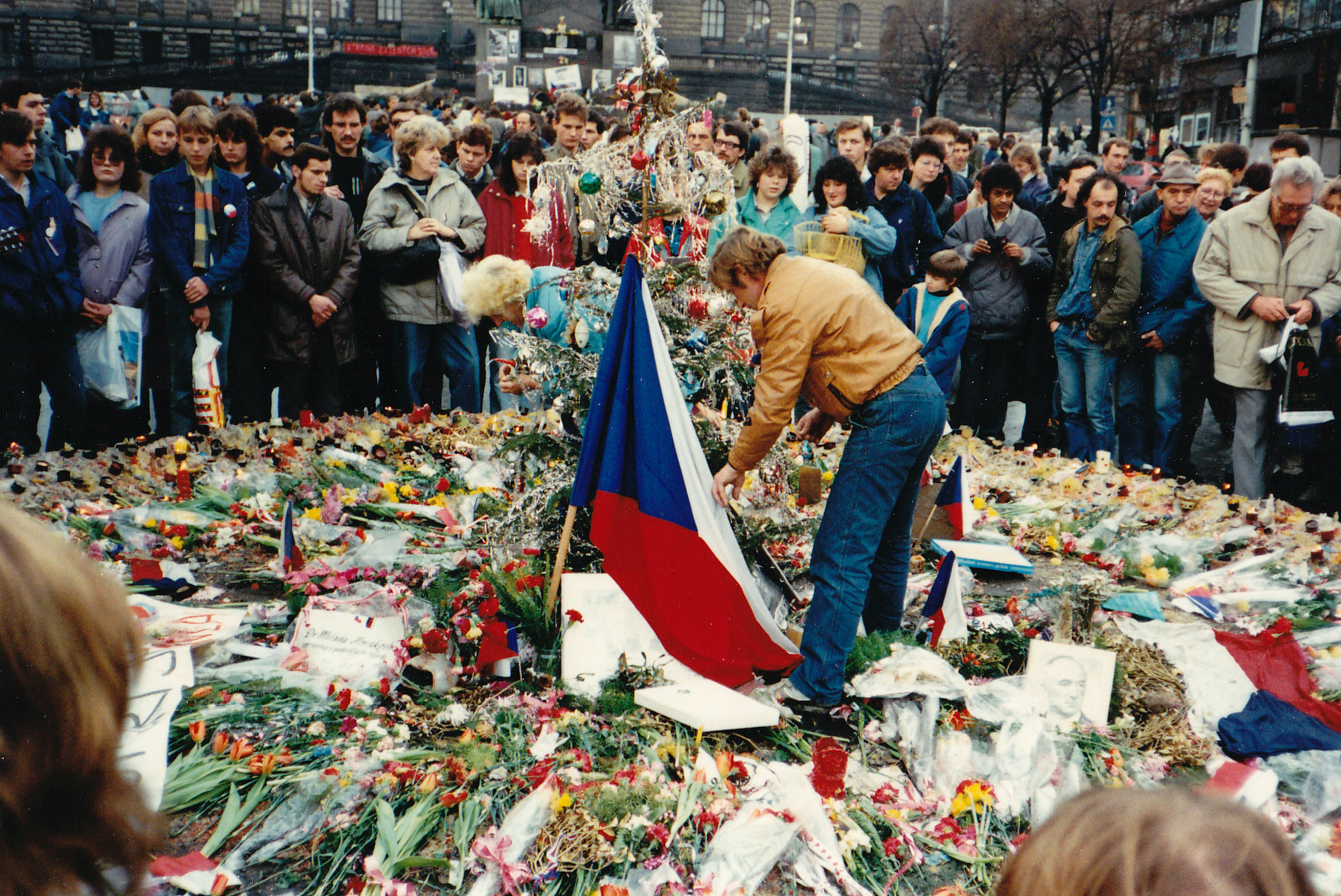
Sametová revoluce: Václav Havel a demonstranti u pomníku boje za svobodu a demokracii, Václavské náměstí.

Po pádu komunistické vlády Ladislava Adamce nabídl prezident Gustáv Husák svou abdikaci, bylo proto nutné hledat nového prezidenta republiky. Kromě Havla připadal pro OF v úvahu ještě Alexander Dubček. Dne 8. prosince se vedení OF definitivně shodlo na Havlově kandidatuře. Pro Havla jako kandidáta OF se vyslovilo 37 členů rozšířeného krizového štábu, šest se zdrželo hlasování. Dubčekovi se dostalo podpory jako budoucímu předsedovi Federálního shromáždění; k jeho následnému zvolení do této funkce bylo ovšem z formálních důvodů nutné prosadit jeho kooptaci jako poslance. Kandidatura Václava Havla na prezidenta republiky byla oznámena veřejnosti 10. prosince 1989. Poté OF zahájilo mohutnou celostátní volební kampaň pod heslem „Havel na Hrad“. 
Kombinací všelidového nátlaku a vyjednávání v poslaneckých kruzích, v němž se osvědčil zejména Marián Čalfa, se podařilo přesvědčit i komunistické poslance k volbě jejich nedávného úhlavního nepřítele. Tak byl Václav Havel 29. prosince 1989 ve Vladislavském sále Pražského hradu jednomyslně zvolen prezidentem Československé socialistické republiky, což byl stále ještě oficiální název státu. Na volbu navázalo slavnostní Te Deum ve Svatovítské katedrále vedené kardinálem Tomáškem. Po 41 letech tak opět na Hradě zasedl nekomunistický prezident. Tímto symbolickým vítězstvím dosavadní opozice zároveň skončilo období velkých demonstrací, byly odvolány stávky a stávkové pohotovosti a společnost se začala vracet do normálního stavu.

### Československý prezident

#### 1. funkční období (1989–1990)
Havlovo první funkční období, kdy byl posledním prezidentem socialistického Československa, trvalo půl roku, tedy do prvních svobodných voleb. V tomto období byl na vrcholu své moci; Komunistická strana byla v hluboké defenzivě a nová demokratická politická scéna se ještě neustálila. Některá Havlova rozhodnutí z tohoto období jsou dodnes kontroverzní, například mimořádně rozsáhlá amnestie. Z vězení byla počátkem roku 1990 propuštěna řada zločinců, z nichž mnozí brzy pokračovali v páchání závažné trestné činnosti, a po amnestii následovala také vězeňská vzpoura v Leopoldově. Václav Havel nikdy neprosazoval radikální zúčtování s přisluhovači komunistického režimu. Splnil však svůj hlavní úkol, přípravu svobodných voleb a budování základů demokratické společnosti. Řadou projevů i symbolických aktů dodával občanům sebevědomí a zároveň nezakrýval obtížnost situace. Známým se v tomto smyslu stal jeho první novoroční prezidentský projev z 1. ledna 1990 vycházející z Masarykova „Prvního poselství“. Jeho blízkým spolupracovníkem byl Ivan Medek, který se později stal vedoucím jeho prezidentské kanceláře (kancléřem).
| „                                                             | Milí spoluobčané, čtyřicet let jste v tento den slyšeli z úst mých předchůdců v různých obměnách totéž: jak naše země vzkvétá, kolik dalších milionů tun oceli jsme vyrobili, jak jsme všichni šťastni, jak věříme své vládě a jaké krásné perspektivy se před námi otevírají. Předpokládám, že jste mne nenavrhli do tohoto úřadu proto, abych vám i já lhal. Naše země nevzkvétá. Velký tvůrčí a duchovní potenciál našich národů není smysluplně využit. | “ |
| — Václav Havel, Novoroční prezidentský projev z 1. ledna 1990 | |   |

#### 2. funkční období (1990–1992)

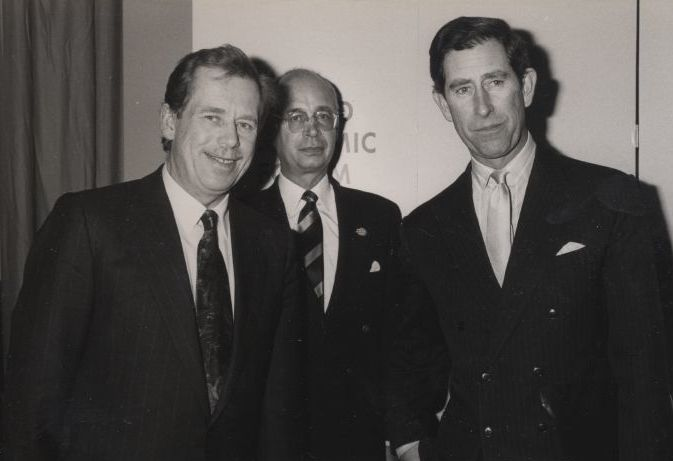
Václav Havel (vlevo), princ Charles (vpravo) a Klaus Schwab na Světovém ekonomickém fóru v Davosu, 1992

Podruhé byl Václav Havel zvolen prezidentem ČSFR 5. července 1990, když mezi voliteli Federálního shromáždění převažovali zástupci Občanského fóra a Verejnosti proti násiliu. Volební období počínající červencem 1990 bylo koncipováno jako zkrácené do října 1992. Havlovi se jako prezidentovi podařilo v prvních letech v úřadu vrátit Československo do mezinárodní politiky a přispět k jeho západní orientaci. Nadstandardní vztahy se Západem se projevily řadou státních návštěv. Již roku 1990 Československo navštívili papež Jan Pavel II. i prezident Spojených států amerických George Bush. Během únorové návštěvy v USA Havel vystoupil s projevem také na zvláštním společném zasedání obou komor Kongresu. Ještě důležitější bylo vymanění se z vlivu Sovětského svazu, symbolizované odchodem sovětských vojsk a zánikem politických struktur sovětského bloku. V únoru 1990 navštívil Havel Sovětský svaz a setkal se s Michailem Gorbačovem. Obě strany podepsaly deklaraci, ve které sovětští představitelé vyslovili politování nad okupací Československa, a ještě ten den začalo stahování sovětských vojáků. Stát pod Havlovým vedením pracoval na získání členství v západních organizacích. Sám Havel byl od začátku 90. let členem Římského klubu. Podílel se také na navázání vztahů mezi státy střední Evropy na novém základě, zejména v rámci Visegrádské skupiny.
Na československé politické scéně se počátkem 90. let objevily silné osobnosti konkurující Havlovi a jeho přívržencům, především Václav Klaus v Česku a Vladimír Mečiar na Slovensku. Oba politici přispěli k formování nového stranického systému a dokázali získat masovou podporu. Tzv. pomlčková válka o pojmenování společného státu ukázala rychle rostoucí napětí mezi oběma republikami federace. To bylo ještě umocňováno jak odlišnou politickou orientací slovenské a české reprezentace, tak i nepružným ústavním rámcem federace, který po odstranění komunistického diktátu vůči parlamentům již nedokázal správně fungovat. Václav Havel se postavil jednoznačně na stranu zachování společného státu. V den výročí vyhlášení samostatného Slovenského státu 14. března 1991 napadl několikatisícový dav prezidenta Havla, který toho dne navštívil Bratislavu. K dalšímu útoku na Václava Havla v Bratislavě došlo v den výročí vzniku Československa. V parlamentních volbách roku 1992 zvítězila v Česku Klausova pravicová Občanská demokratická strana (ODS) a na Slovensku Mečiarovo nacionalistické Hnutí za demokratické Slovensko (HZDS), zatímco Havlovi blízké strany, jako Občanské hnutí, propadly. Rozpadu společného státu nezabránilo ani hlasování federálního shromáždění o Československu jako Unii na popud Miloše Zemana, jehož výsledek byl oběma stranami ignorován. Václav Havel odstoupil z prezidentského úřadu tři měsíce před vypršením mandátu 17. července 1992 (s účinností k 20. červenci), poté, co nebyl Federálním shromážděním zvolen na další funkční období a bylo jasné, že zánik Československa je nevyhnutelný. Po takto zásadním vnitropolitickém neúspěchu se na několik měsíců stáhl z veřejného života. 

### Český prezident (1993–2003)

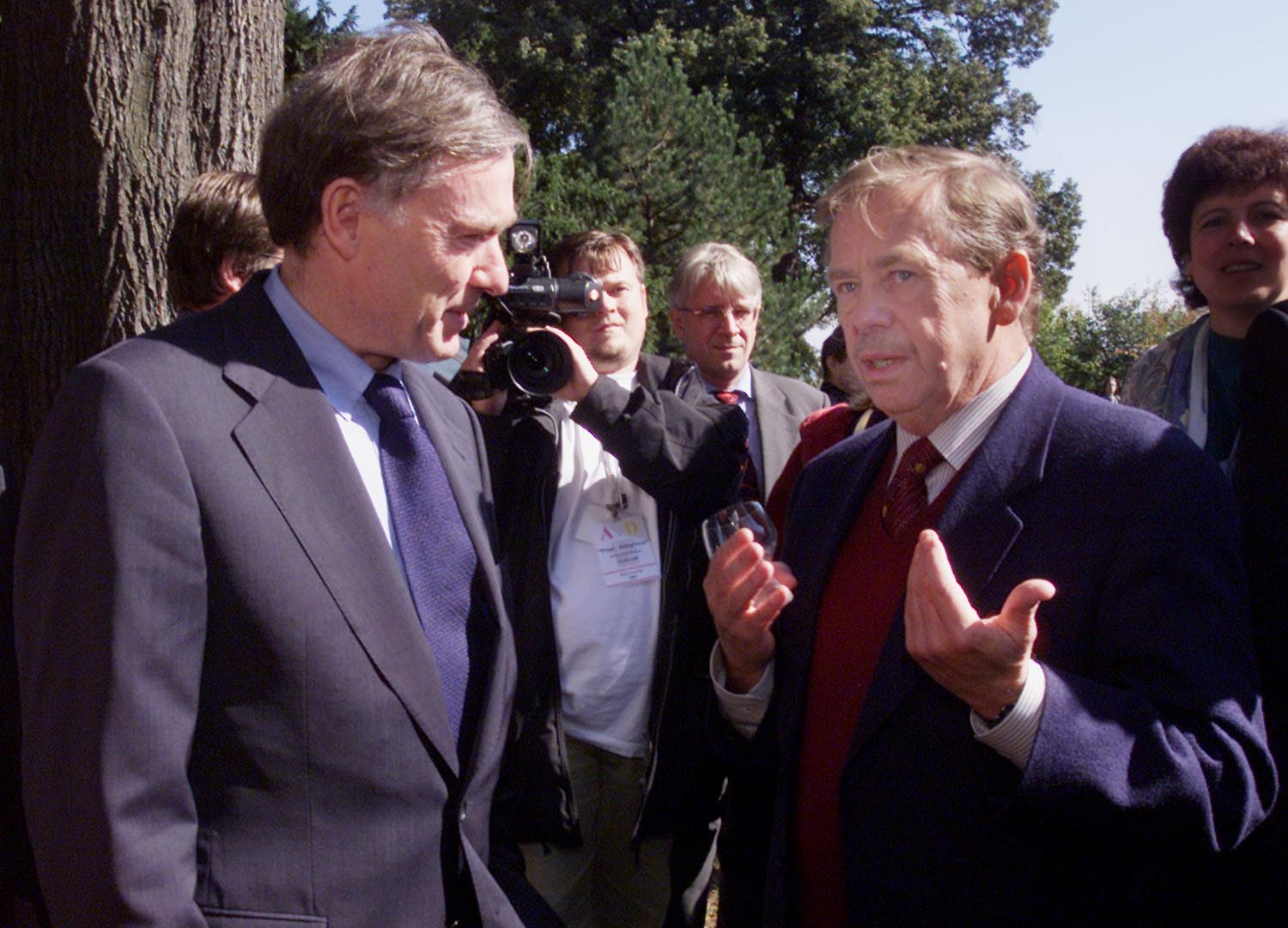
Václav Havel a pozdější německý spolkový prezident Horst Köhler (vlevo) na Hradě, 2000

Po vzniku samostatné České republiky se Václav Havel stal jejím prvním prezidentem, do jeho prvního funkčního období byl zvolen 26. ledna 1993. Během výkonu mandátu zemřela roku 1996 jeho první manželka Olga Havlová na nádorové onemocnění. Havel se podruhé oženil následujícího roku s herečkou Dagmar Veškrnovou, se kterou se znal již z podzimu 1989, kdy je na oslavách 30. výročí divadla Semafor seznámil Jiří Suchý.
Druhé funkční období v pozici českého prezidenta obhájil při volbě prezidenta dne 20. ledna 1998, zvolen byl v druhém kole první volby, když získal 47 z 81 senátorských hlasů a 99 ze 197 poslaneckých hlasů. Mluvčí republikánských poslanců Jan Vik po slavnostním vyhlášení výsledků voleb prohlásil, že SPR-RSČ volbu Havla neuznává a že prezident by se měl stydět a v souvislosti s tím, že vězněný šéf republikánů a poslanec Miroslav Sládek nemohl volit a o zvolení rozhodl právě jediný hlas. Manželka prezidenta Dagmar Havlová pak v reakci na jeho projev reagovala dvojím hlasitým hvízdnutím na prsty před oběma komorami Parlamentu.  Miroslav Sládek se pak tuto volbu neúspěšně pokusil napadnout u Ústavního soudu ČR, jelikož byl před volbou vzat do vazby a nebylo mu umožněno zúčastnit se hlasování v Parlamentu ČR.
Za desetiletého prezidentství Václava Havla se Česká republika stala v březnu 1999 členem Severoatlantické aliance (NATO) a do závěrečné fáze pokročilo přijímání za člena Evropské unie, kam bylo Česko přijato roku 2004. Tím se v zásadě naplnilo heslo sametové revoluce „Zpátky do Evropy“ a Česká republika se integrovala do nejdůležitějších politických struktur Západu. Václav Havel mohl díky své prestiži působit na západní veřejné mínění i politické elity, obzvláště ve Spojených státech amerických, ve prospěch zapojení Česka i ostatních středoevropských států do NATO a dalších organizací. Zvláštní pozornost věnoval česko-německým vztahům, poškozeným druhou světovou válkou a jejími následky. Česko-německá deklarace z roku 1997, v níž se obě strany omluvily za vzájemně způsobené bezpráví a deklarovaly společné demokratické hodnoty, byla vyvrcholením tohoto směru zahraniční politiky.
Václav Havel podporoval politiku NATO včetně vojenských operací, jakou bylo bombardování Jugoslávie v roce 1999. Podporoval také operaci Trvalá svoboda, tedy intervenci USA a jejich spojenců v Afghánistánu od roku 2001.
Vnitropoliticky se opíral o menší středové strany a často se projevovalo napětí mezi ním a ODS vedenou Václavem Klausem. V době vnitropolitické krize a rozštěpení ODS koncem roku 1997 podpořil protiklausovské křídlo ODS, z něhož vzešla Unie svobody. Měl velký podíl na sestavení poloúřednické vlády Josefa Tošovského bez Klausovy účasti. Nesoulad mezi prezidentem a předsedou ODS byl pak zřetelný až do konce Havlových dvou funkčních období. Svou funkci opustil 2. února 2003 a jeho nástupcem se stal Václav Klaus.

### Po prezidentství

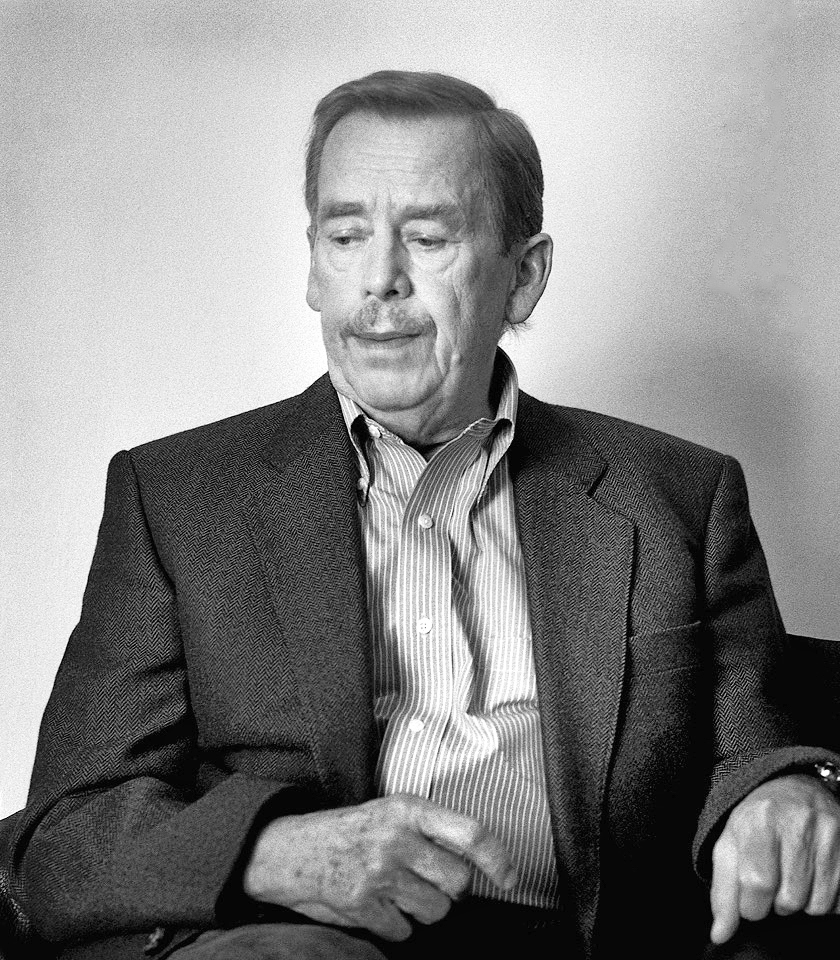
Václav Havel v roce 2006

Po odchodu z úřadu se Václav Havel nadále vyjadřoval k politice a podporoval Stranu zelených. Pro tzv. zelenou politiku se vyslovoval už od 80. let 20. století, kdy podporoval německou stranu Die Grünen.
Po vzoru amerických prezidentů založil 26. července 2004 Knihovnu Václava Havla, která pro veřejnost i badatele shromažďuje materiály vztahující se k Havlově tvorbě a politickému působení. Byl místopředsedou amerického neokonzervativního think tanku The Committee on the Present Danger.
V roce 2006 vyjádřil potěšení, když parlament za vlády Jiřího Paroubka přijal zákon o registrovaném partnerství navzdory únorovému vetu tehdejšího prezidenta Václava Klause. Nešetřil ani kritikou vůči konzervativním poslancům:
| „              | Co mě na celé debatě kolem toho tématu nejvíc zaujalo, byla naprosto absurdní ideologie páně Kalouskovy strany a prezidenta republiky, že rodina má mít výhody, protože plodí děti, na rozdíl od homosexuálních párů. To je pojetí rodiny jako teletníku, jako místa, kde se připouštějí býci ke kravám, aby byla telata. | “ |
| — Václav Havel | |   |

Roku 2007 se Václav Havel připojil k jednodenní solidární hladovce na podporu kurdského lékaře a podnikatele Yekty Uzunoğlu.
Po dlouhé přestávce napsal další divadelní hru Odcházení (premiéra 2008), inspirovanou vlastními zkušenostmi z politiky. 

### Úmrtí

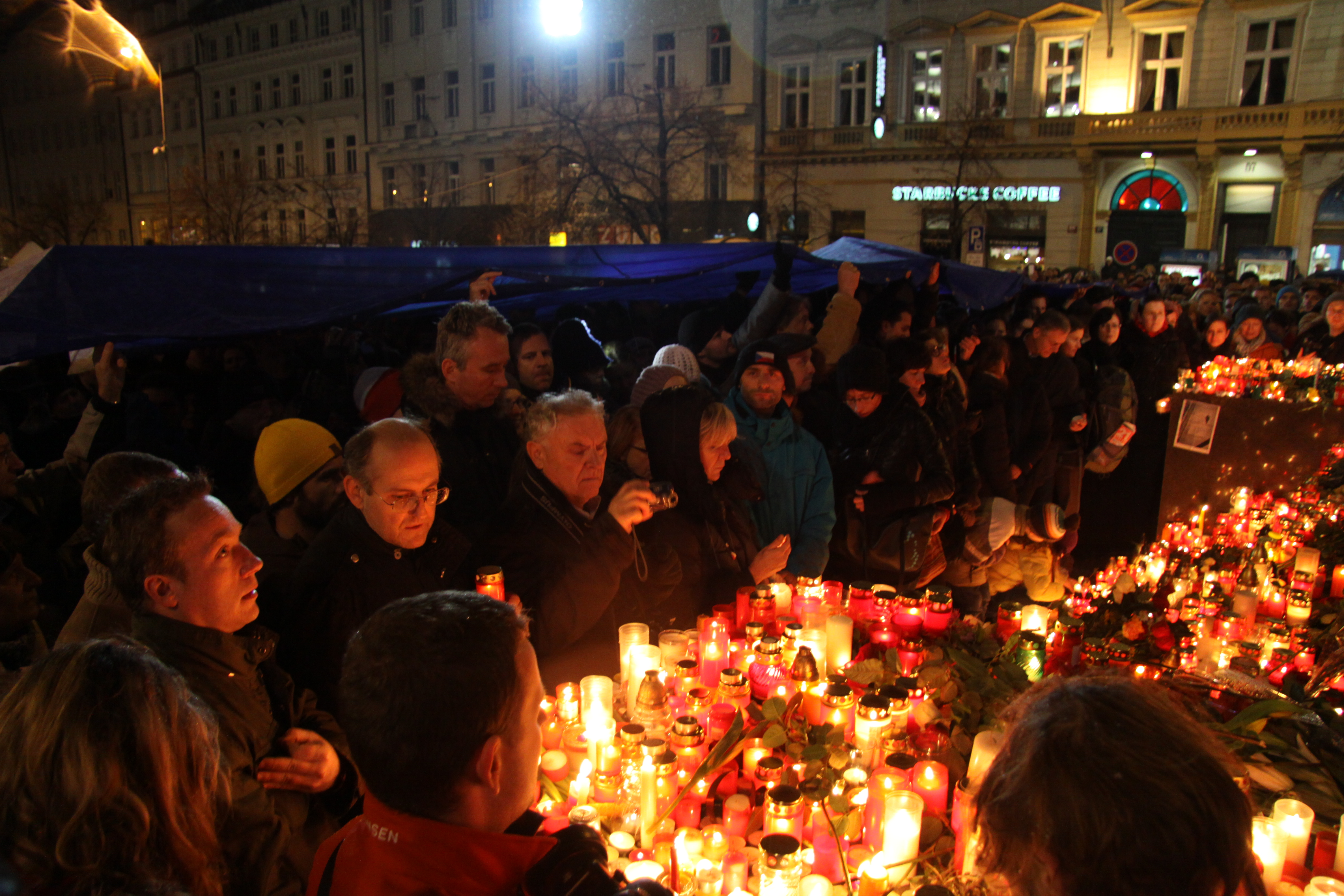
Pietní akce na Václavském náměstí 18. prosince 2011

V posledních měsících svého života se Havel v důsledku svých dlouhotrvajících zdravotních komplikací veřejného života již spíše stranil. Odpočíval na své chalupě v Hrádečku u Trutnova a jezdil do lázní. Naposledy veřejně vystoupil týden před smrtí, kdy se setkal s tibetským dalajlámou u příležitosti jeho návštěvy v Praze. Havlovo úplně poslední veřejné vystoupení se odehrálo v pražské galerii DOX 10. prosince 2011, kde převzal cenu slovenské Nadace Jána Langoše.
Václav Havel zemřel v neděli 18. prosince 2011 v 9.46 hodin na následky dlouhodobých zdravotních problémů. Zemřel ve spánku na oběhové selhání. Byly u něj jeho manželka Dagmar a jedna ze sester boromejek, které se o Havla v posledních měsících jeho života staraly. Původně oznámeným údajem pro čas smrti bylo 10.15 hodin, Dagmar Havlová však v rozhovoru pro Lidové noviny dva roky poté upřesnila, že Václav Havel zemřel o téměř půl hodiny dříve, tedy v 9.46 hodin.

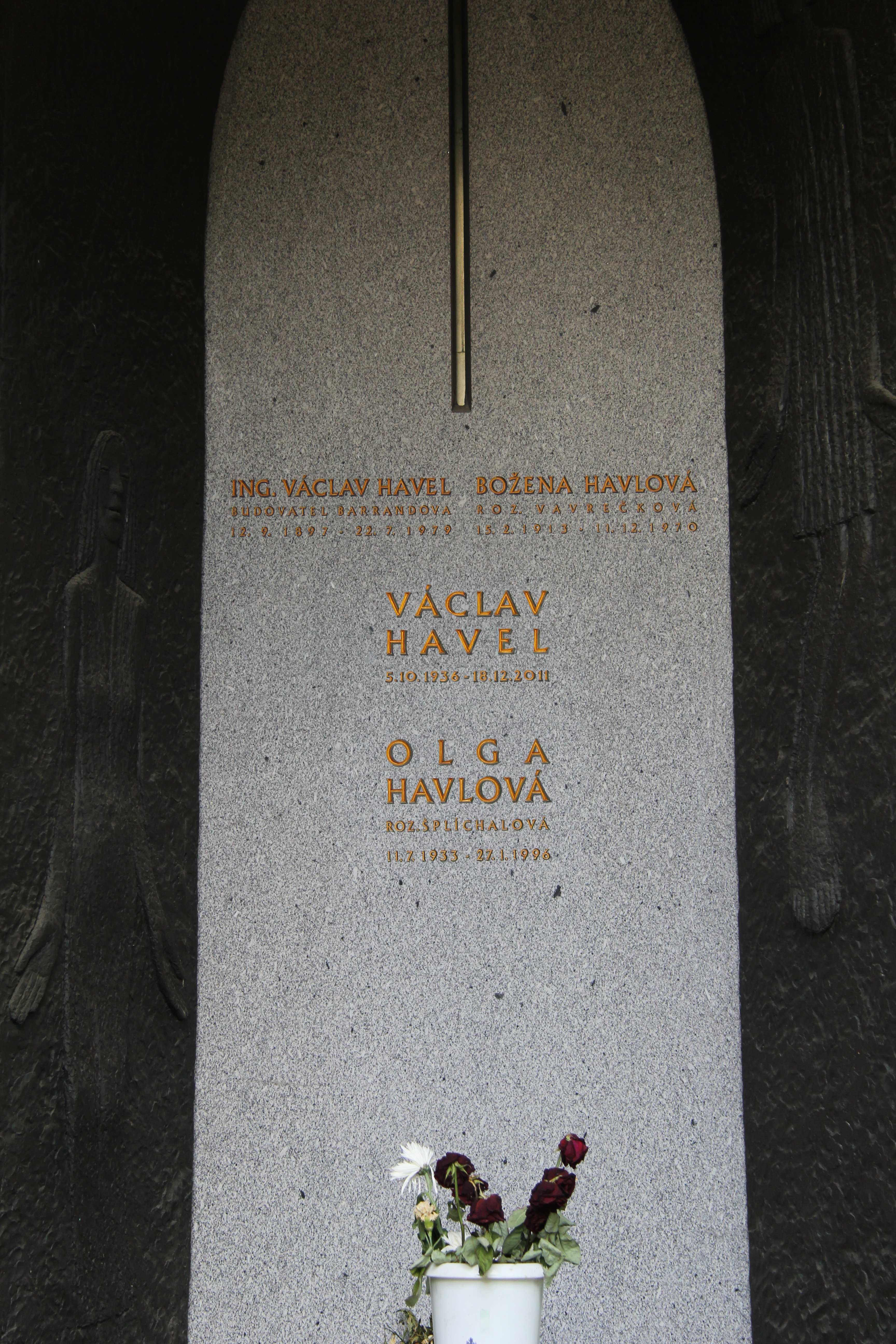
Náhrobek rodiny Havlovy od Olbrama Zoubka na Vinohradském hřbitově

Na úmrtí Václava Havla reagovali čeští i světoví politici, ale také běžní občané. Již v podvečer 18. prosince se lidé začali spontánně scházet, např. na Václavském náměstí v Praze či Moravském náměstí v Brně, aby uctili jeho památku. Téhož dne v 18 hodin se také na popud arcibiskupa Dominika Duky rozezněly zvony po celé České republice. Prezident Václav Klaus vyslovil soustrast jeho vdově Dagmar Havlové a inicioval ustavení výboru pro státní pohřeb Václava Havla. Již od 10. hodiny v pondělí 19. prosince 2011 byly v Rotmayerově sále Pražského hradu pod Štursovou mramorovou sochou T. G. Masaryka vystaveny pro veřejnost kondolenční knihy, do nichž zapsali jako první svou kondolenci představitelé státu a arcibiskup Dominik Duka. Lidé přistupovali v dlouhé frontě přes Plečnikovu sloupovou síň, místy, v nichž občané před 21. zářím 1937 dávali poslední sbohem prezidentu Masarykovi. Ve dnech 19. a 20. prosince byla rakev s ostatky vystavena v prostorách odsvěceného kostela sv. Anny (sídlo kulturního centra Pražská křižovatka), kde se jí poklonily tisíce lidí. Poté byly ostatky převezeny za účasti desetitisíců lidí v pohřebním průvodu přes Karlův most do Toskánského paláce a odtud na lafetě děla, na níž 21. září 1937 nastoupil svou poslední cestu T. G. Masaryk, a za doprovodu vojenské hudby do Vladislavského sálu Pražského hradu. Zde se ostatkům Václava Havla během středy a čtvrtka poklonilo 20 až 30 tisíc občanů. 

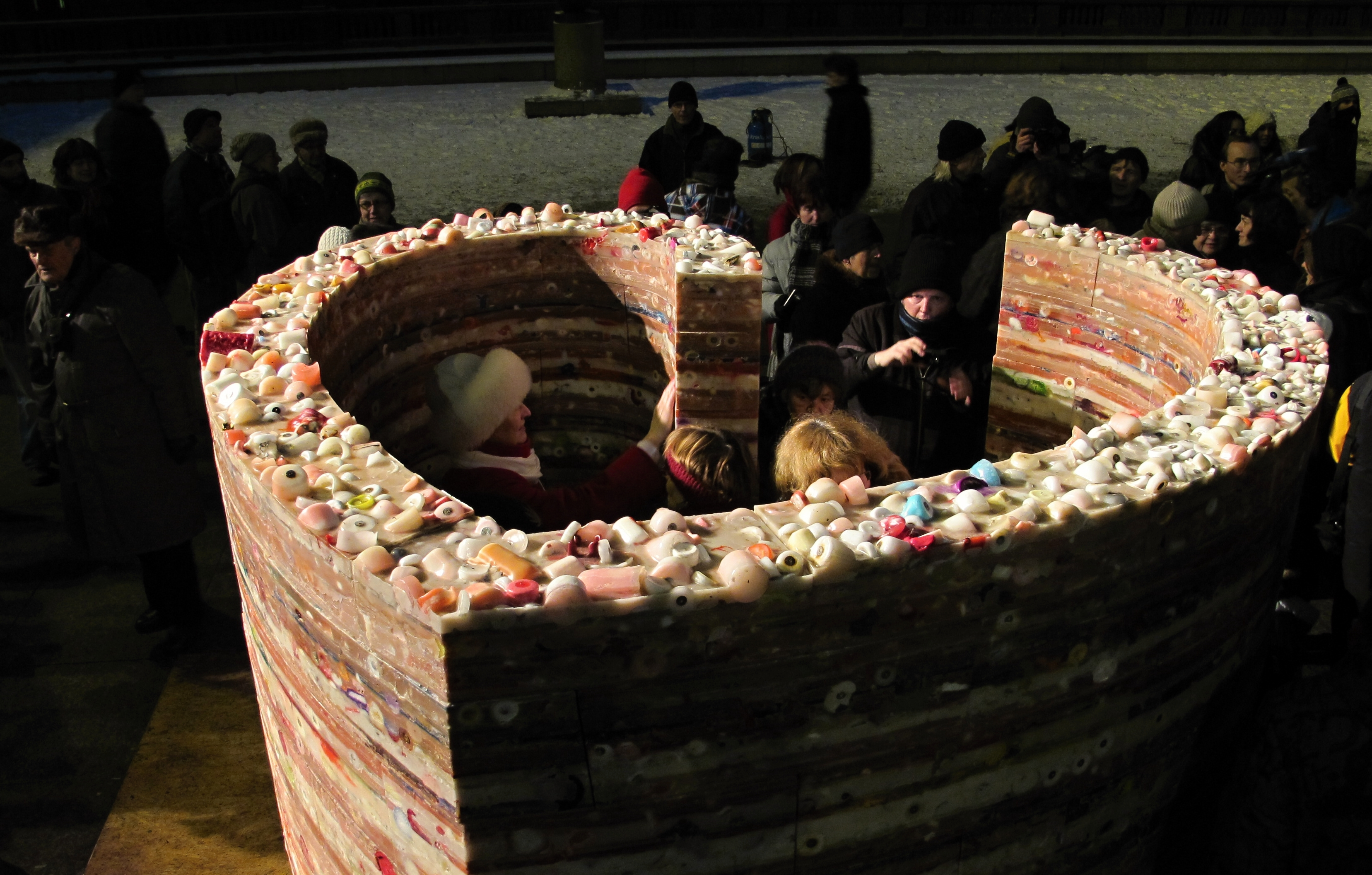
Srdce pro Václava Havla, plastika vytvořená ze svíček z pietních míst

Státní pohřeb za účasti zahraničních hostí byl uspořádán v pátek 23. prosince 2011 v katedrále sv. Víta na Pražském hradě. Česká vláda v reakci na úmrtí vyhlásila od 21. prosince třídenní státní smutek a navrhla přijmout zákon oceňující Havlovy zásluhy o svobodu a demokracii. Pietním shromážděním ve velké aule Karolina uctila jeho památku i Univerzita Karlova. Na den pohřbu vyhlásilo státní smutek také Slovensko. Poslední akt pátečního pohřbu byl proveden ve strašnickém krematoriu. Václav Havel byl pochován po bok své první ženy Olgy do rodinné hrobky na boční severní straně kaple svatého Václava na Vinohradském hřbitově v Praze.
Kytice a věnce darované prezidentovi občany při posledním rozloučení byly ve dnech 31. prosince 2011 až 2. ledna 2012 převezeny na lodích do Děčína, kde byly „odstrojeny“ a vypuštěny do Labe směrem k Severnímu moři. Ze zbytků vosku (ne)vyhořelých svíček, sesbíraných z pietních míst, byla v roce 2012 na popud Lukáše Gavlovského a Romana Švejdy vytvořena plastika ve tvaru otevřeného srdce, do kterého je možno vstoupit – Srdce pro Václava Havla. Objekt byl vystaven na piazzetě pražského Národního divadla, později putoval po různých městech a přitahoval zájem lidí blízkých Havlovým myšlenkám. Po zrestaurování se autoři rozhodli Srdce umístit nastálo ve sklepení Státního zámku Litomyšl.

## Ocenění

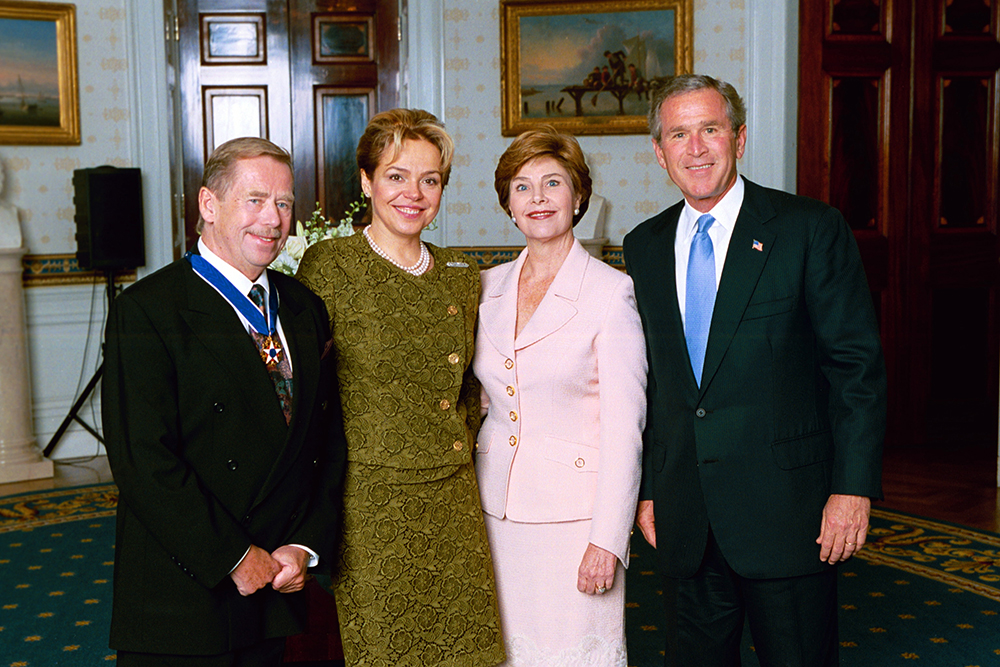
Dne 23. července 2003 obdržel Václav Havel od George W. Bushe v Bílém domě nejvyšší civilní vyznamenání americké vlády Prezidentskou medaili svobody

Václav Havel byl nositelem státních vyznamenání řady zemí světa, mnoha cen za uměleckou tvorbu i občanské postoje a desítek čestných doktorátů. Dne 24. května 1997 obdržel na Pražském hradě jako první nositel Čestnou medaili T. G. Masaryka za věrnost jeho odkazu a jeho uskutečňování od Masarykova demokratického hnutí, které v roce 1989 pomáhal založit. V roce 2003 byl Havlovi usnesením Senátu a Poslanecké sněmovny propůjčen Řád T. G. Masaryka a Řád Bílého lva I. třídy. Senát ve svém usnesení také schválil formulaci „Václav Havel zasloužil se o stát“ po vzoru zákona o zásluhách T. G. Masaryka. Roku 2008 mu český PEN klub udělil Cenu Karla Čapka.
Dne 19. prosince 2011 vláda ČR vypracovala návrh Zákona o zásluhách Václava Havla. Poslanci jej schválili 1. února 2012, senátoři 29. února 2012. Prezident Václav Klaus zákon podepsal 16. března 2012.
Václav Havel byl také několikrát navržen na Nobelovu cenu míru. Byl i čestným členem Římského klubu. Dne 19. dubna 2010 obdržel čestné občanství města Trutnova.

## Soukromý život

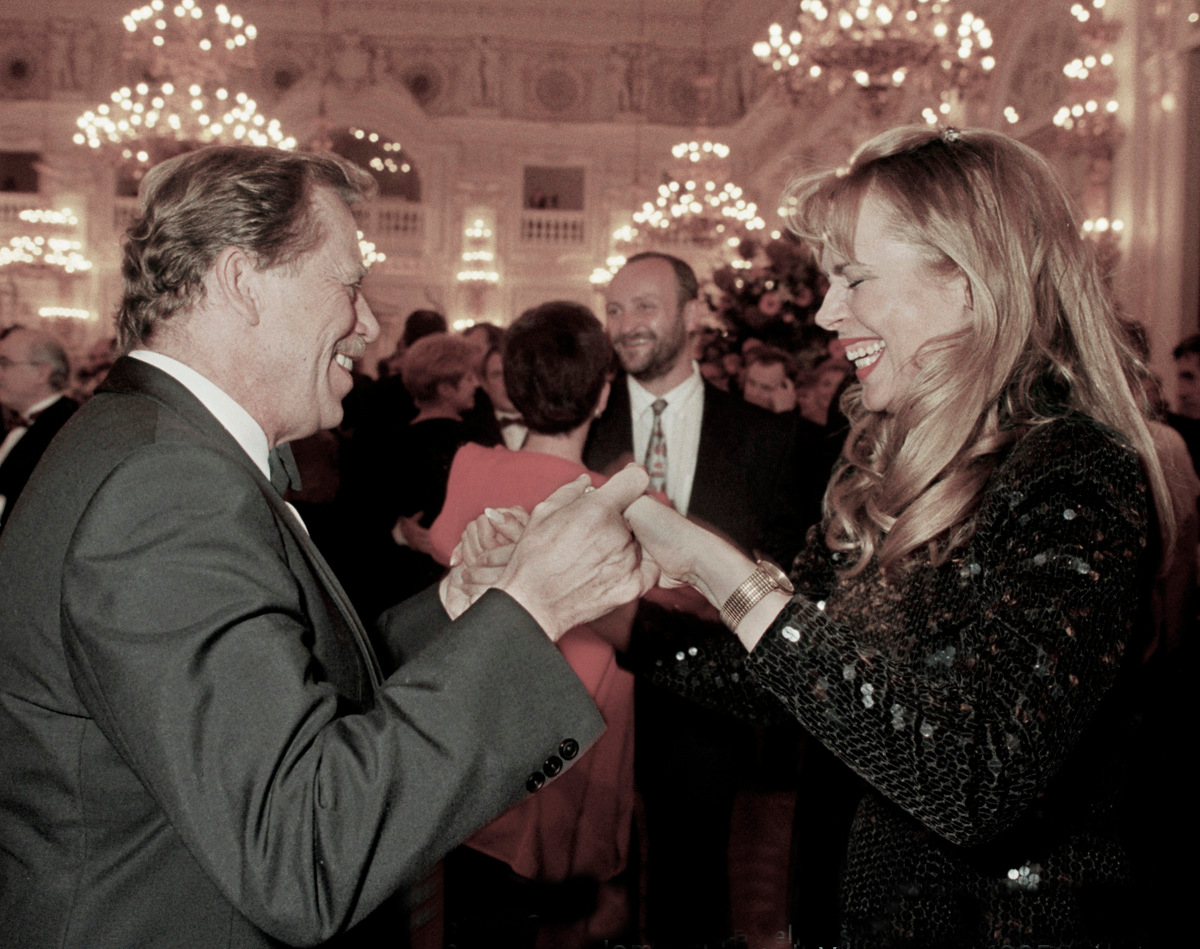
Václav Havel s Dagmar Veškrnovou ve Španělském sále, 1995

Od poloviny 90. let česká veřejnost ostře sledovala i Havlův soukromý život: úmrtí manželky Olgy Havlové 27. ledna 1996; vážné nemoci, které prezidenta několikrát ohrožovaly na životě; nový sňatek s herečkou Dagmar Veškrnovou 4. ledna 1997; spory se švagrovou Dagmar Havlovou o Palác Lucerna a Barrandovské terasy, restituované rodinné dědictví, jehož část Václav Havel prodal společnosti Chemapol Reality, jejímž předsedou představenstva byl Václav Junek.
Václav Havel se s podporou obou manželek věnoval i charitativní činnosti. Nadace Dagmar a Václava Havlových Vize 97, do které vložil 50 milionů korun, působí především v oblasti sociální, zdravotnické, vzdělávací a kulturní. Nadace Forum 2000 pořádá od roku 1997 v Praze každoroční setkání významných osobností z celého světa. Celkem daroval v letech 1986–1997 na věci veřejného zájmu 85 milionů Kč.
Havel byl známý blízkým vztahem s velkým množstvím hudebníků, na české hudební scéně to byli zejména The Plastic People of the Universe, ze zahraničních interpretů Lou Reed, Joan Baez, The Rolling Stones, Suzanne Vega a Frank Zappa. Byl pravidelným návštěvníkem trutnovského hudebního festivalu (Open Air TrutnOFF), u jehož počátků stál i v době totality. V roce 2007 se stal slavnostně jeho náčelníkem.
Blízký vztah měl k barmské disidentce a bojovnici za lidská práva Aun Schan Su Ťij, kterou v roce 1991 doporučil místo sebe na Nobelovu cenu za mír. V roce 2005 publikoval v listě The Washington Post článek Růže pro „nesvobodnou“, v němž napsal: „Chtěl bych se s ní setkat a dát jí růži – takovou, kterou drží v ruce na fotografii v mé pracovně. Tak obyčejné přání se ale může v případě tak neobyčejné ženy jako Do Aun Schan Su Ťij jevit jako hloupý nápad.“ Růži z hrobu Václava Havla předal Su Ťij v červenci 2012 ministr zahraničí Karel Schwarzenberg při své návštěvě Myanmaru. V roce 2013 na konferenci Fórum 2000 v Praze Su Ťij vzpomínala na své přátelství s Václavem Havlem: „Dostala jsem dopis, který napsal Václav Havel v listopadu, jen pár dní před tím, než zemřel. Byla jsem překvapená, že na nás pamatoval i v době, kdy byl tak nemocný.“

### Majetkové poměry

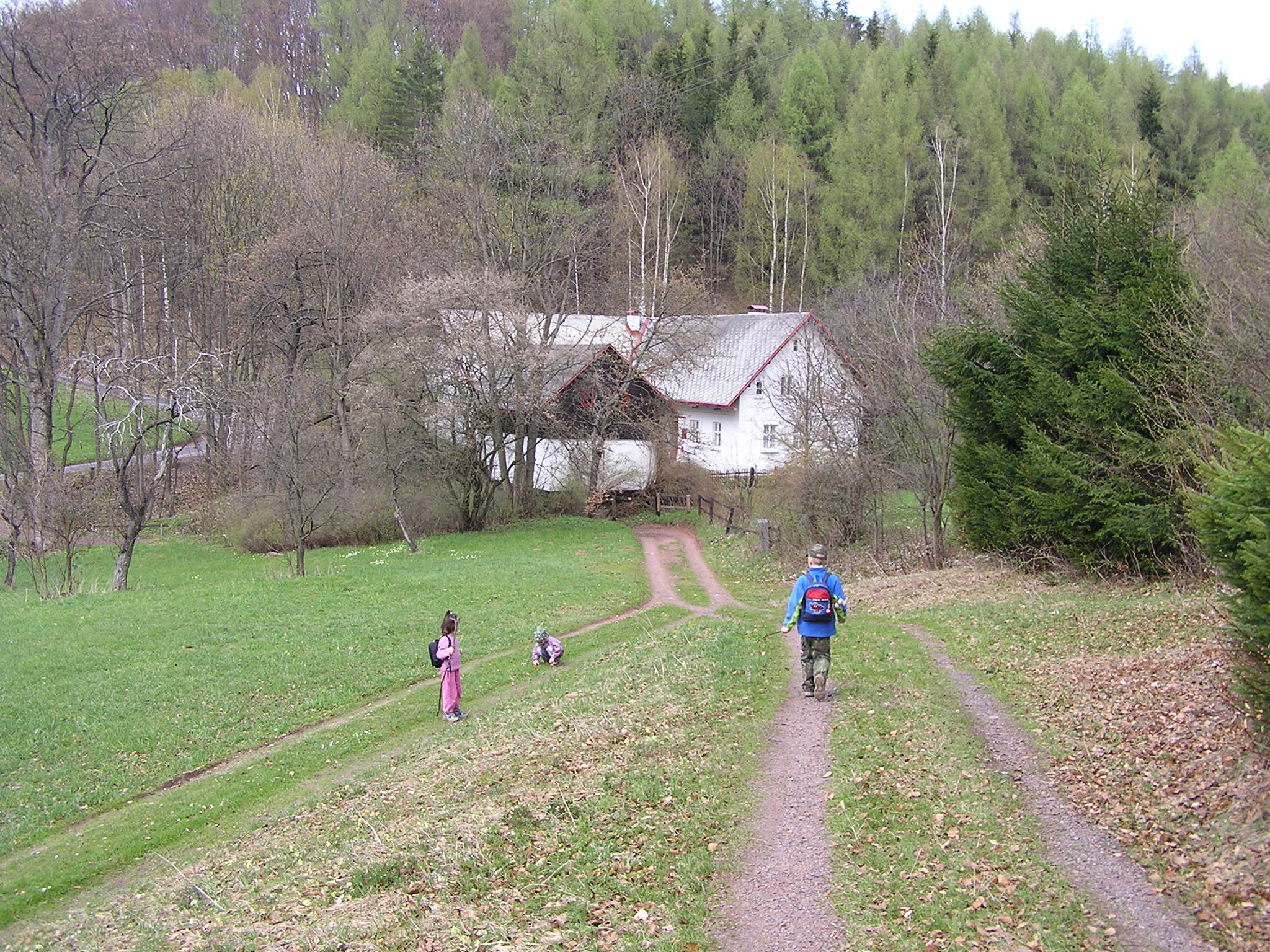
Havlova usedlost v Hrádečku u Trutnova

Václav Havel byl od roku 1967 majitelem venkovské usedlosti v Hrádečku u Trutnova, kterou zakoupil přes novinový inzerát. Na počátku 90. let získal na základě restitučního zákona společně s bratrem Ivanem třetinu vily jejich děda Huga Vavrečky ve Zlíně, kterou navrhl architekt Vladimír Karfík, a čtyři nemovitosti v Praze: Palác Lucerna na Václavském náměstí, činžovní dům na Rašínově nábřeží, vyhlídkovou restauraci Barrandovské terasy postavenou architektem Maxem Urbanem a vilu Miloše Havla od architekta Vladimíra Grégra. Vilu Miloše Havla v roce 1993 společně s bratrem prodal společnosti Charouz Holding řízené Antonínem Charouzem, která v ní zřídila soukromý klub Playbon. Tentýž rok společně se svou první ženou Olgou koupil vilu v Dělostřelecké ulici poblíž Pražského hradu. Šestinu Vavrečkovy vily v roce 1996 daroval pod podmínkou využití ke vzdělávacím účelům městu Zlín. V roce 1997 prodal svou polovinu Paláce Lucerna společnosti Chemapol Reality řízené Václavem Junkem. Svůj podíl v Barrandovských terasách tehdy převedl na svou druhou ženu Dagmar Havlovou, na kterou pak krátce před svou smrtí přepsal velkou část svého ostatního majetku, zejména všechny své nemovitosti. V roce 2000 si pořídil i rezidenci v přímořském letovisku Olhos de Água u portugalského města Albufeira, kterou pak v roce 2005 prodal.

## Politický odkaz
Myšlenku Václava Havla, že „zlu je nutno odporovat ihned, jakmile se objeví“, zmínil spolu s odkazem na 87. výročí jeho narození ve svém projevu 4. října 2023 v Evropském parlamentu prezident České republiky Petr Pavel.

## Kritika a kontroverze
Kontroverze vyvolal již jeden z prvních kroků, který Václav Havel vykonal v úřadu prezidenta republiky. Bylo jím vyhlášení rozsáhlé amnestie v roce 1990. Došlo k propuštění 23 000 vězňů z celkového počtu 31 000. Jednalo se o osoby odsouzené na maximálně 3 roky. Mezi propuštěnými však byli i pachatelé těžkých zločinů. Lze zmínit případ vraha Jozefa Slováka souzeného za vraždu jugoslávské občanky, který byl podmínečně propuštěn na základě amnestie. Slovák bývá zmiňován jako jedno z největších pochybení amnestie. V roce 1993 se do vězení vrátil, mezitím však zabil další čtyři lidi. Mezi propuštěnými vrahy (nebo budoucími vrahy) byli i Roman Kučerovský a Jaroslav Gančarčík (který zavraždil tři ženy). Dalším amnestovaným byl i pedofil Jaroslav Oplíštil. Krátce po propuštění získal práci v pražské Nemocnici Na Bulovce na dětském oddělení. Zaměstnavatelé se totiž amnestovaných vězňů nemohli ptát, proč byli potrestaní. Hned 30. dubna si Oplíštil odnesl sedmiměsíční holčičku. Znásilnil ji a následně udusil. K činu se téměř okamžitě doznal a do vězení se vrátil na dalších 25 let. Trestu smrti unikl – byl zrušen den po jeho činu. Ostatním vězňům byla odpuštěna třetina až polovina trestu. Taktéž bylo zastaveno stíhání osob, kterým hrozily nanejvýše 3 roky. Sám Havel amnestii hájil slovy: „Znalci říkají, že ta amnestie byla smysluplná. Samozřejmě, že v té pohnuté době vznikl bezpočet rozmanitých bludů – například, že kriminalita vinou této amnestie rapidně stoupla.“
Kritiku si vysloužily i některé jím udělené milosti. Kontroverzní byla například v roce 2001 milost Zdeňku Růžičkovi,  obviněného z dvojnásobné vraždy. Milost byla zdůvodněna „vážným justičním omylem“. Růžička byl v roce 2003 odsouzen za vydírání k 17 letům vězení. Kontroverze vzbudily i milosti udělené známému sportovci Radomíru Šimůnkovi, který způsobil automobilovou nehodu s následkem tří úmrtí, či Martinu Odložilovi, jenž během hádky zabil svého otce. Odložilovou matkou byla Havlova přítelkyně Věra Čáslavská.
Dalším kontroverzním krokem byla omluva sudetským Němcům v Mnichově v roce 1990. Za tento krok si Havel vysloužil kritiku části veřejnosti. Omluva zaskočila i funkcionáře Sudetoněmeckého krajanského sdružení. Havlův přítel Jan Petránek později o Havlovi řekl: „Já si Havla vážím za obrovskou spoustu věcí, které vykonal, ale on je velmi necitlivý k tomu, co cítí veřejnost.“ Své tvrzení zdůvodnil právě omluvou sudetským Němcům a také Havlovým odporem k Rusku, který dle jeho názoru stál Českou republiku mnoho obchodních příležitostí.
Václav Havel byl také kritizován za podporu bombardování Jugoslávie. Falešně mu bylo přisouzeno použití pojmu bombardování ve spojitosti se slovem „humanitární“. Toto spojení vzniklo na základě jeho rozhovoru pro deník Le Monde ze dne 29. dubna 1999, v němž sdělil: „Ze všeho nejdůležitější se mi zdá být přítomnost mírových sborů, která samozřejmě by bylo nejlépe, kdyby tam byla za souhlasu Jugoslávie, aby tam nebyly jako okupanti nebo jako válčící strana. Neboť ta přítomnost mírových sborů je přesně tím instrumentem, který může znamenat klíč ke všemu ostatnímu. I k tomu zastavení toho vyvražďování a vyhánění lidí z domovů i k eventuálním – vytvořit jakýsi prostor pro eventuální další politická jednání, k zabránění té katastrofě humanitární, jak se to nazývá, k té humanitární asistenci.“ Slova „bombardování“ a „nálety“ v doslovném přepisu rozhovoru vůbec nejsou. Později tento popis označil Richard Falbr za „humanitární bombardování“, který bývá připisován právě Václavu Havlovi, jenž však odmítal, že by byl jeho autorem. Havel později podpořil i americkou invazi do Iráku v roce 2003. V té době řada politiků, včetně českého premiéra Špidly, s invazí nesouhlasila.
V reakci na neochotu Francie a Německa podpořit americký vojenský zásah proti Iráku podepsal Václav Havel a sedm dalších evropských státníků takzvaný Dopis osmi, ve kterém vyjádřili podporu vojenské invazi. Dokument vyvolal řadu protichůdných reakcí na domácí i mezinárodní politické scéně, zejména po následné válce v Iráku, kdy se nepodařilo žádný z oficiálně uváděných důvodů pro tento konflikt prokázat. Později Havel svůj podpis odůvodnil „časovým tlakem a doporučením ministerstva zahraničí“, ale válku v Iráku označil za „morálně ospravedlnitelnou“ a prohlásil, že po bedlivém pročtení dopisu nenachází ve sdělení „nic, co by nemohl podepsat“.
Na Slovensku byl Václav Havel viněn např. pozdějším slovenským premiérem Robertem Ficem z likvidace tamního zbrojního průmyslu, když po sametové revoluci došlo k zastavení zbrojařské výroby na Slovensku. Tato tvrzení však byla zpochybňována, protože o útlumu slovenského zbrojního průmyslu bylo údajně rozhodnuto ještě před sametovou revolucí.

## Dílo

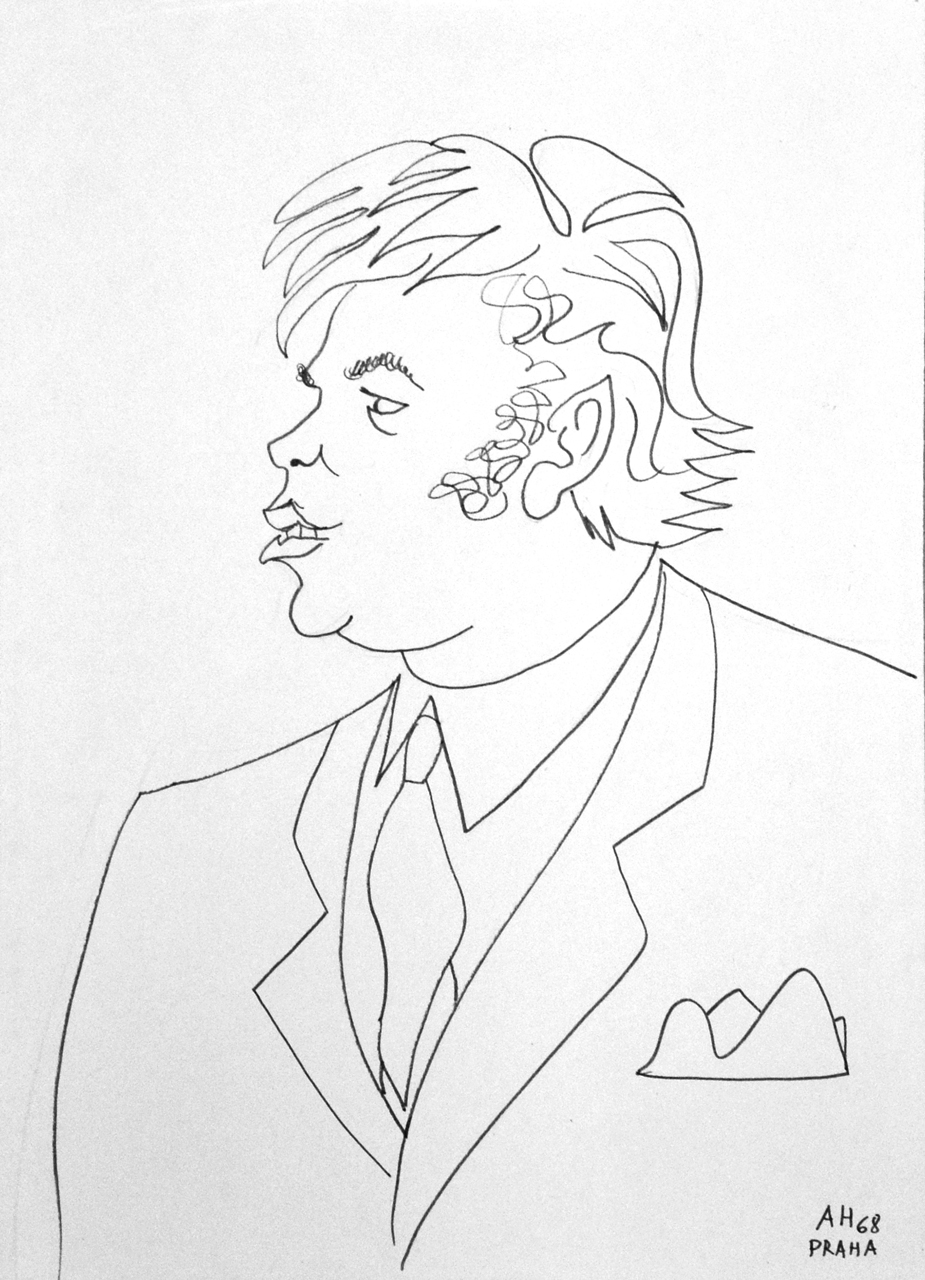
Havlova karikatura od Adolfa Hoffmeistera z roku 1968

### Poezie
Z 50. let 20. století pochází z Havlovy dílny básně psané zejména ve volném verši, byly publikovány v několika sbírkách:
- Čtyři rané básně, 1953
- Záchvěvy, 1954
- První úpisy, 1955
- Prostory a časy, 1956
- Na okraji jara, 1956

V 60. letech se Havel připojil k vlně experimentální poezie básněmi psanými strojopisnými kaligramy – typogramy sestavených v několikadílné sbírce Antikódy.
Havlovy typogramy ze sbírky Antikódy formálně navazovaly na mezinárodní hnutí konkrétní či experimentální poezie 60. let, z českých autorů mají blízko k poezii Jiřího Koláře, jemuž je kniha věnována. Od většiny ostatních autorů tohoto směru se Havel odlišoval tím, že jeho experiment neprotestoval jen proti konvencím dosavadní poetiky, ale byl i „protestem sociálně kritickým a v neposlední řadě i jakousi artikulací absurdity tehdejších politických poměrů.“
Některá čísla sbírky jsou spíše obrazy sestavené ze znaků psacího stroje, jako kříž vytvořený z paragrafů věnovaný Bedřichu Fučíkovi. Většinou však autor pracuje se slovy, která grafickými i gramatickými prostředky uvádí do nečekaných souvislostí. Mimo jiné se mu tím daří demaskovat lživost dobových politických frází, například zneužívání nacionalistického slovníku v básni Vzor lid:
| NÁŠ LID       | nedopustí, aby vymoženosti  |
| NAŠEHO LIDU   | byly odňaty                 |
| NAŠEMU LIDU   | a aby kdokoli klamal        |
| NÁŠ LID       | voláním:                    |
| NÁŠ LIDE!     |                             |
| O NAŠEM LIDU  | ať rozhodují ti, kteří jdou |
| S NAŠÍM LIDEM | !                           |

### Dramatická tvorba
Na světovou uměleckou scénu Havel pronikl svou dramatickou tvorbou; první významnou divadelní hru Zahradní slavnost uvedl roku 1963, poslední Odcházení napsal v roce 2006. Havlovy divadelní hry jsou ovlivněny především tradicí absurdního divadla; mimochodem Samuel Beckett, jeden z jejích zakladatelů, uvězněnému Havlovi věnoval v roce 1982 hru Katastrofa. Není to ovšem jediný inspirační zdroj; například k Čechovovi se Havel sám odkazuje ve hře Odcházení (2007) citací motivu z Višňového sadu.
Již první velká Havlova hra, Zahradní slavnost (1963), obsahuje klíčová témata jeho her, problémy moci, byrokracie a jazyka. Její hrdina Hugo Pludek příslušností k absurdní byrokratické organizaci a přijetím jejího jazyka ztrácí vlastní identitu.
Ve hře Vyrozumění (1965) je hlavním tématem odcizení jazyka. Umělé jazyky ptydepe a chorukor, které mají zpřesnit a usnadnit komunikaci mezi byrokraty, se ve skutečnosti ukazují jako její nepřekonatelná překážka. Byrokratickou aroganci a ničení přirozeného lidského světa kritizuje například hra Asanace (1987).
Některé Havlovy divadelní hry obsahují silný autobiografický prvek. Trojici her Audience, Vernisáž (obě 1975) a Protest (1978), jež jsou asi nejpřístupnější z celého Havlova dramatického díla, spojuje postava disidenta Ferdinanda Vaňka, který pracuje v pivovaru podobně jako v té době sám Havel. Ferdinand Vaněk (ve Vernisáži ovšem se jménem Bedřich) přitom hraje spíše „roli dramatického principu než postavy“: sám toho dělá a říká málo, děj se spíše točí kolem toho, jak na Vaňkův pravdivý postoj k životu reagují druzí, kteří tak mohou demonstrovat svoji zbabělost, pokrytectví a kariérismus. Largo desolato (1984) je studií strachu pronásledovaného disidentského spisovatele o vlastní identitu. Hlavní postava Odcházení (2007), které Havel napsal po skončení své prezidentské funkce, prožívá situaci po ztrátě politické funkce a hra se dotýká problémů korupce nebo bulvárního tisku.
Po uvedení zfilmované verze Odcházení (kterou Havel i režíroval a za niž byl posmrtně oceněn Českým lvem pro nejlepší scénář), Havel oznámil, že se chystá napsat poslední divadelní hru Sanatorium, kterou rozepsal, ale už nestihl dokončit.

#### Seznam divadelních her
- Život před sebou, 1959, s Karlem Bryndou
- Rodinný večer, 1960[128]
- Autostop, 1961, s Ivanem Vyskočilem (výstupy Motomorfóza a Ela, Hela a stop)
- Nejlepší rocky paní Hermanové, 1962, s Milošem Macourkem
- Zahradní slavnost, 1963. Hlavním hrdinou hry je Hugo Pludek, jehož genialita spočívá v tom, že dokáže jakýkoliv systém přivést k dokonalosti a zcela s ním splynout, čímž vlastně ztrácí svoji identitu.
- Vyrozumění, 1965. Hra je založena na konfrontaci umělosti a přirozenosti. Umělý svět je zde budován na umělém jazyku ptydepe, který má zajistit štěstí vyloučením emocionality, nepřesností, mnohoznačnosti atp.
- Ztížená možnost soustředění, 1968
- Anděl strážný, 1968
- Motýl na anténě, 1968
- Spiklenci, 1971
- Žebrácká opera, 1972
- Audience, 1975
- Vernisáž, 1975
- Horský hotel, 1976
- Protest, 1978
- Chyba, 1983
- Largo desolato, 1984
- Pokoušení, 1985
- Asanace, 1987
- Prase, 1987, premiéra a vydání 2010
- Zítra to spustíme, 1988, hra o vzniku Československa
- Odcházení, 2007
- Pět tet, 2010

### Eseje, literární a divadelní kritika, projevy
Po celý tvůrčí život se Václav Havel věnoval esejistice, zpočátku šlo především o texty o divadle a literatuře, brzy kvůli totalitním společenským podmínkám na jedné straně a vlastní zodpovědnosti, poctivosti a snaze hledat pravdu na straně druhé se v textech zákonitě začaly objevovat i úvahy nad společenskou situací, později (1968, normalizace, Charta 77) politické texty převažují; patří sem rovněž jeho epistolární tvorba, literární a divadelní kritika, projevy a další příležitostné texty.
Václav Havel začal psát literárně a divadelně kritické i úvahové texty již na počátku 60. let. Obecně známými se jeho projevy a eseje staly v době kolem Pražského jara 1968. Nejvýznamnější část jeho esejistického a epistolárního díla vznikla v dobách normalizace, nepřestal však psát esejistickou literaturu ani v době prezidentství.

#### Seznam esejů
- Dopis Gustávu Husákovi, 1975
- Moc bezmocných, 1978
- Dopisy Olze, 1983
- Politika a svědomí, 1984
- O lidskou identitu, 1984
- Anatomie jedné zdrženlivosti, 1985
- Děkovná řeč za Erasmovu cenu, 1986

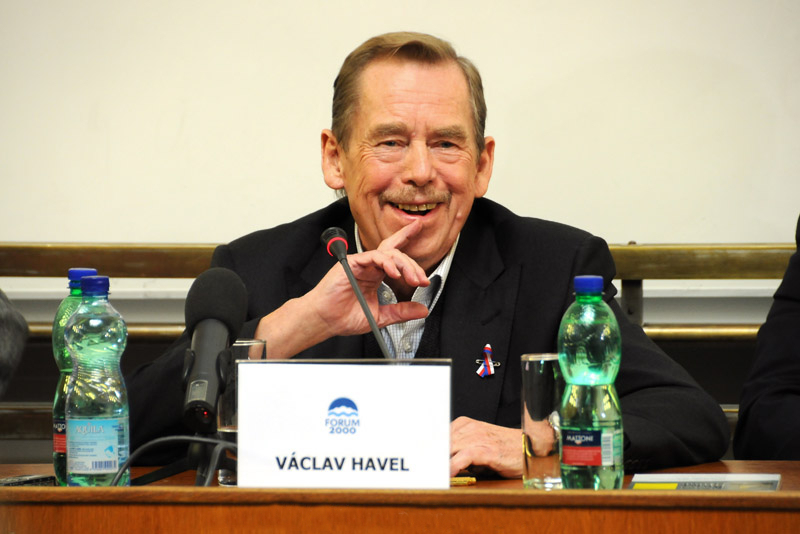
Václav Havel 14. listopadu 2009 v Praze na konferenci Svoboda a její nepřátelé

- O smyslu Charty 77, 1986
- Příběh a totalita, 1987
- Slovo o slovu, 1989
- Do různých stran, 1989
- Projevy, 1990
- Letní přemítání, 1991

I když Havel nechtěl být filozof a jeho výklad nepostupoval rigorózní cestou, ve svých textech se dotýkal řady zásadních filozofických témat, jako je svoboda, moc, morálka či transcendence, jakkoliv tak činil spíše eklektickým způsobem, bez snahy o vytvoření samostatné školy či směru. Navazoval na české myslitele, jako Tomáš Garrigue Masaryk, Emanuel Rádl, Josef Šafařík a především Jan Patočka, přes něhož přijal tradici fenomenologické filozofie (Edmund Husserl, Martin Heidegger a další. V rámci tzv. Kampademie spolupracoval s filozofy Zdeňkem Neubauerem, Radimem Paloušem a dalšími; jeho „myšlení o světě“ bylo ovlivněno i ranými texty Václava Bělohradského (Krize eschatologie neosobnosti, 1982). O kritické zhodnocení Havlovy (politické) filozofie se pokoušel v domácím prostředí zejména filozof Petr Rezek (Filosofie a politika kýče, 1991), ze zahraničních autorů pak např. neokonzervativec Aviezer Tucker (The Philosophy and Politics of Czech Dissidence from Patocka to Havel, 2001).

### Ostatní tvorba

#### Monografie
- Dálkový výslech – Rozhovor s Karlem Hvížďalou, 1986
- Pižďuchové, 2003
- Prosím stručně – Rozhovor s Karlem Hvížďalou, poznámky, dokumenty, 2006

## Památka na Václava Havla

### Instituce a veřejná prostranství nesoucí Havlovo jméno

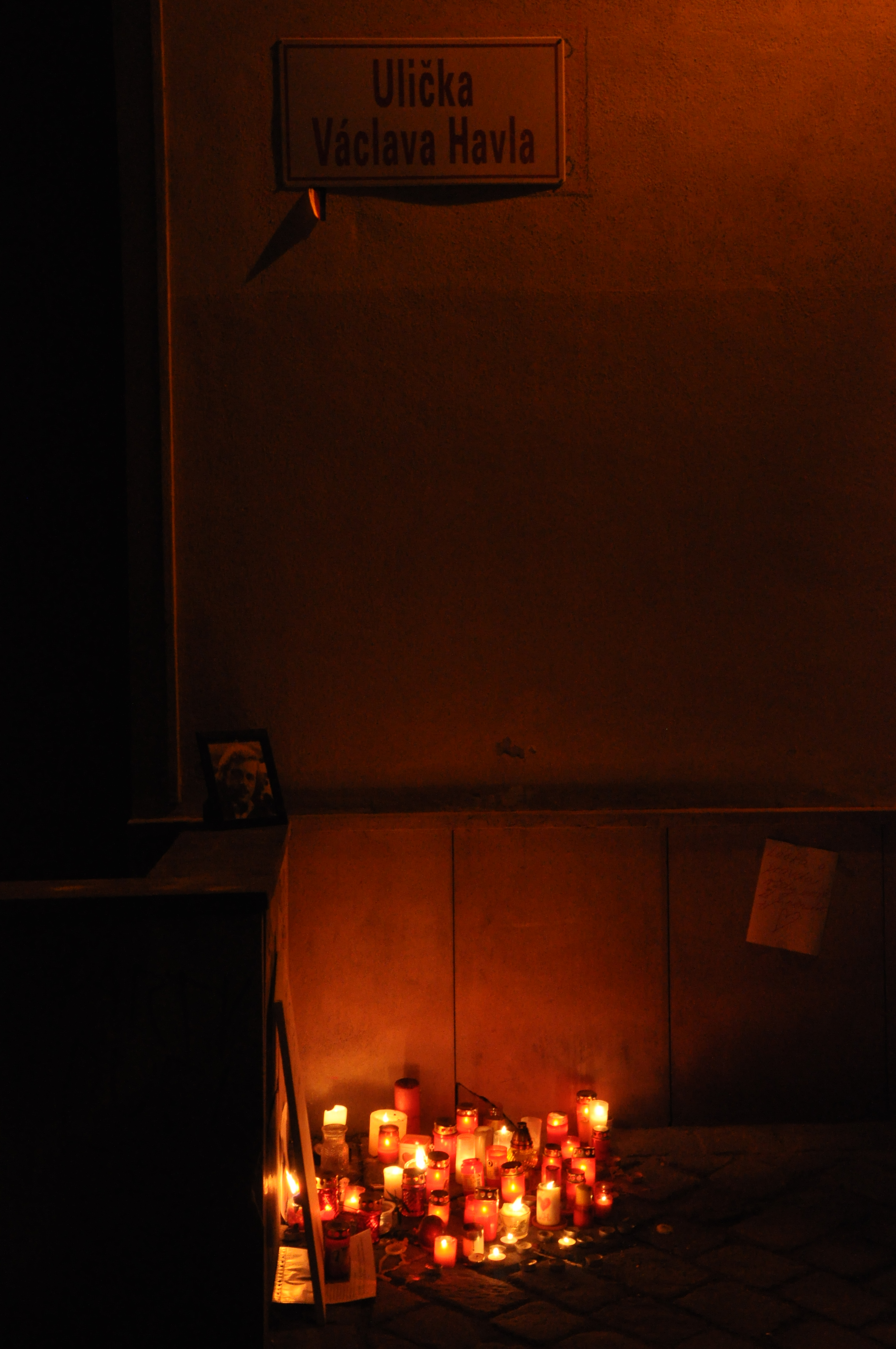
Ulička Václava Havla v Brně 18. prosince 2013

Ještě za života Václava Havla byla po vzoru amerických prezidentských knihoven zřízena Knihovna Václava Havla. V roce 2005 pak srbští Češi pojmenovali po Havlovi jednu ze tří ulic v česko-srbské vsi Češko Selo (součást města Bela Crkva), která leží v prostoru tzv. českého Banátu na srbské straně Dunaje. V červenci 2008 byl v Litoměřicích otevřen Park Václava Havla. 

V den Havlova pohřbu 23. prosince 2011 byla v Gdaňsku otevřena třída (ulice) Aleja Vaclava Havla. 
Od 18. ledna 2012 byl název Základní školy Na Valech v Poděbradech změněn na Základní škola Václava Havla, obdobně pak byl změněn od 17. listopadu téhož roku název Základní školy Revoluční v Kralupech nad Vltavou. Dne 21. března 2012 vláda odsouhlasila přejmenování pražského ruzyňského letiště na Letiště Václava Havla Praha, což se uskutečnilo 5. října 2012, v den jeho nedožitých 76. narozenin.
V Brně byla na popud uměleckého ředitele Divadla Husa na provázku Vladimíra Morávka po Václavu Havlovi pojmenována v roce 2013 ulička v centru města, jdoucí od dotčeného divadla k Petrovu. Jde o starou uličku, která však dosud nenesla žádné jméno.
V roce 2015 pojmenovalo polské město Lądek-Zdrój do té doby oficiálně nepojmenovanou část hlavního průtahu městem Aleja Vaclava Havla.
V roce Havlových nedožitých 80. narozenin, 27. září 2016, pražské zastupitelstvo schválilo přejmenování piazzety Národního divadla na náměstí Václava Havla. Podobně byla v Trutnově v prosinci 2016 přejmenována Revoluční ulice podél řeky Úpy na nábřeží Václava Havla, kterému však předcházely spory radnice s občany, kteří přejmenování iniciovali. V listopadu 2016 přejmenovala městská rada ukrajinského hlavního města Kyjeva třídu Ivana Lepseho na třídu Václava Havla.

Dne 5. července 2017 byla ve Štrasburku slavnostně otevřena nová budova Evropského parlamentu a úřad Evropského ombudsmana, která nese jméno Václava Havla. Před vchodem byla zároveň odhalena jeho bronzová busta od sochařky Marie Šeborové.

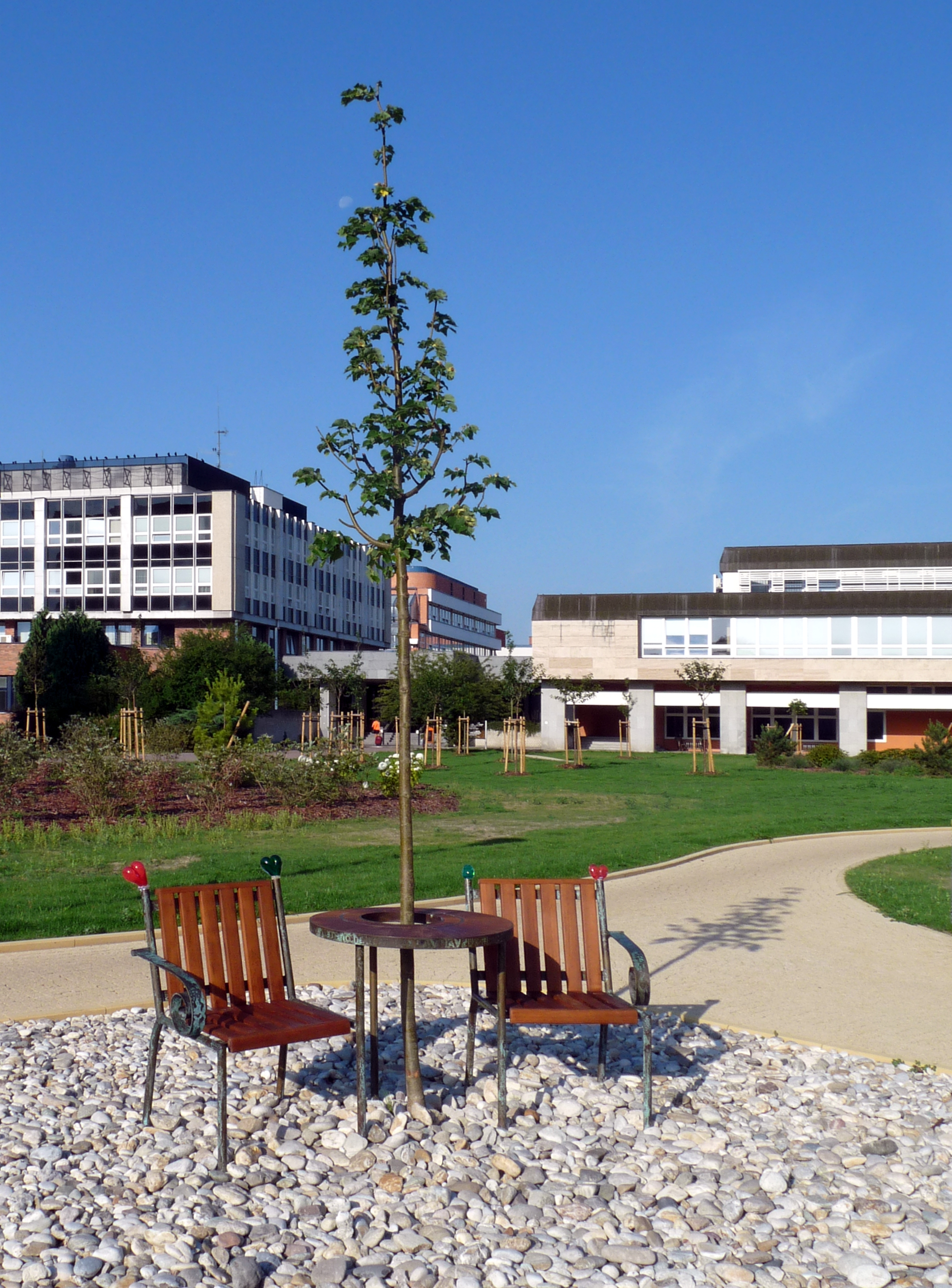
Lavička Václava Havla v areálu Jihočeské univerzity

Dne 16. listopadu 2019 byla na náměstí Václava Havla pojmenována piazzetta v kampusu Univerzity Hradec Králové. O den později bylo pojmenováno i prostranství před zámkem v Litomyšli na náměstí Václava Havla.
U příležitosti výročí vzniku Československa 28. října 2020 polské hlavní město Varšava na základě žádosti občanů pojmenovalo prostor nedaleko českého velvyslanectví náměstím Václava Havla. K tomuto datu se jednalo již o čtvrté veřejné prostranství v Polsku nazvané po Havlovi, předcházela mu ulice v Gdaňsku a dva kruhové objezdy (ronda) v Čenstochové a ve Vratislavi. K nim přibyl v roce 2022 kruhový objezd v Lodži.
V Česku se ulice Václava Havla nachází ještě v Kadani, Roztocích u Prahy a Městci Králové. Nábřeží Václava Havla se mimo Trutnov vyskytuje také v Pardubicích.

### Lavička Václava Havla
Na několika místech ve světě i v Česku vznikají Lavičky Václava Havla. Jde o dvě židle (křesílka) pevně spojené se stolečkem, jehož středem prorůstá lípa. Autorem návrhu je Bořek Šípek, cena lavičky se pohybuje okolo 350 000 Kč. Tato díla se v několika městech stala terčem vandalismu.

### Busty a sochy
Ve foyeru prvního balkonu historické budovy Národního divadla byla 17. listopadu 2011 odhalena z iniciativy donátorky Dadji Altenburg Kohlové a jejího manžela výtvarníka Daniela Pešty bronzová busta Václava Havla, kterou vytvořil německý výtvarník Kai Teichert.
V roce 2012, tedy jen několik měsíců poté, co bývalý český prezident Havel zemřel, byla slavnostně odhalena za účasti Dagmar Havlové a několika stovek místních občanů bronzová busta Václava Havla v Havlově parku v Litoměřicích. Busta je výsledkem spolupráce mezi městem Litoměřice a Nadačním fondem Kalich, autorkou díla je litoměřická akademická sochařka Alžběta Kumstátová.

Dne 19. listopadu 2014 byla v budově amerického Kongresu k 25. výročí pádu železné opony odhalena Havlova busta, kterou vytvořil českoamerický sochař Lubomír Janečka. Stal se tak po Winstonu Churchillovi, Raoulu Wallenbergovi a Lájosi Kossuthovi čtvrtým Evropanem, kterému se této cti dostalo. 

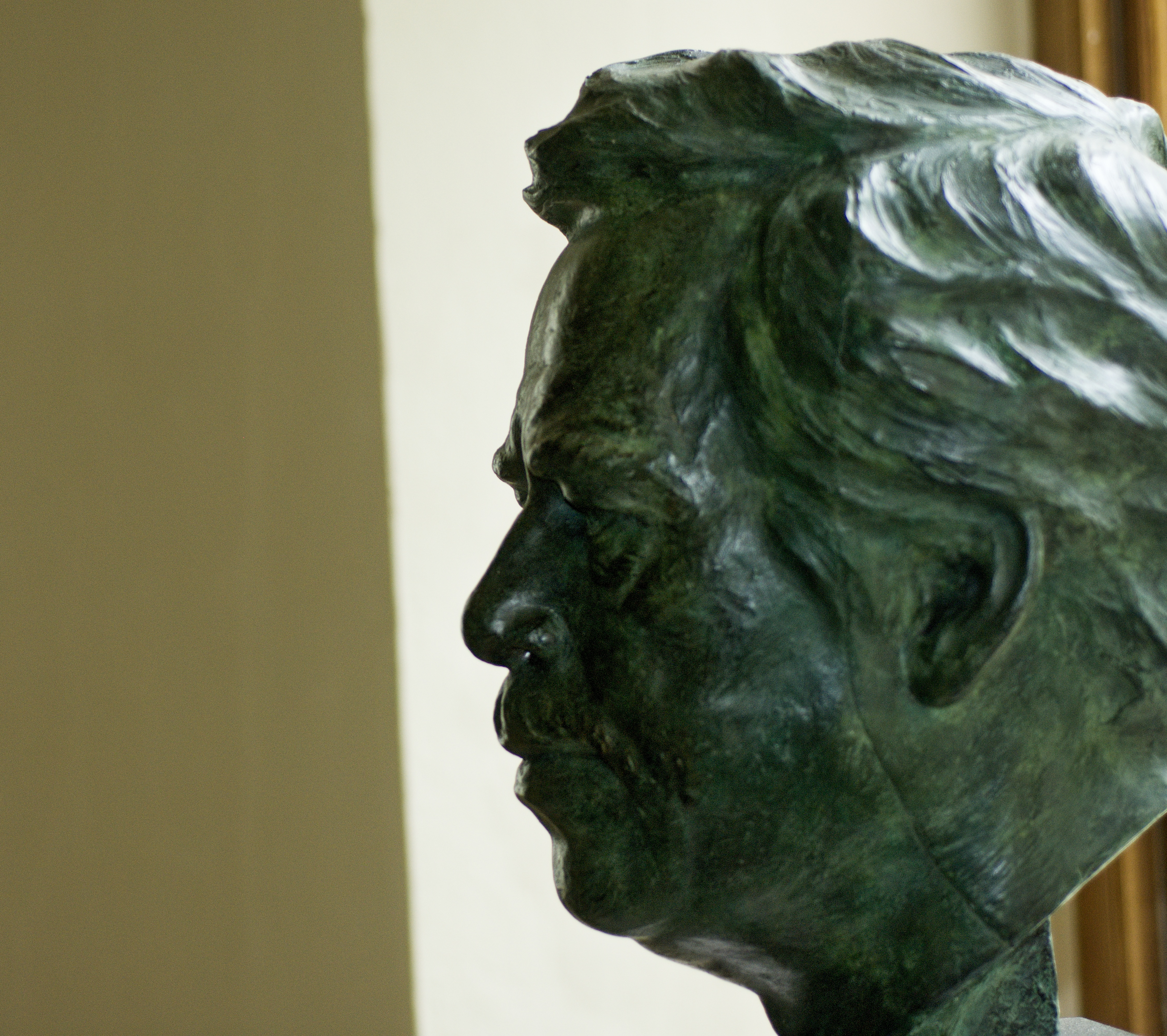
Busta Václava Havla na radnici městské části Praha 3

U příležitosti nedožitých 80. narozenin a 20 let od jeho státní návštěvy v Irsku byla v prosinci 2016 odhalena Havlova busta v předsálí zasedací místnosti v Leinster House, historickém sídle irského parlamentu. Této pocty se mu dostalo jako vůbec prvnímu cizinci. V roce 2016 byla také odhalena busta Václava Havla v Letovicích.
Před vchodem nová budovy Evropského parlamentu byla v roce 2017 odhalena Havlova bronzová busta od sochařky Marie Šeborové.
Další Havlova busta vznikla v roce 2019 v dílně Jana Padyšáka a poprvé byla vystavena v říjnu 2020 v rámci výstavy Hlavy ve vršovické MODERN ART GALLERY. Později byla slavnostně odhalena také na radnici Prahy 3 u příležitosti Mezinárodního dne lidských práv, zde totiž v tento den roku 1988 pronesl Václav Havel projev na první oficiálně povolené manifestaci opozičních seskupení na Škroupově náměstí u příležitosti 40. výročí vyhlášení Všeobecné deklarace lidských práv. Na žižkovské radnici se Václav Havel také dvakrát ženil. Busta zde byla umístěna do roku 2022.

### Ceny Václava Havla
Od roku 2011 uděluje Český filmový a televizní svaz FITES společně s městem Beroun Cenu Václava Havla za přínos občanské společnosti. Cenu Václava Havla za kreativní disent uděluje od roku 2012 Human Rights Foundation. Od roku 2013 je Radou Evropy udělována Cena Václava Havla za lidská práva, historicky prvním nositelem se 30. září 2013 stal běloruský aktivista Ales Bjaljacki.

### Den Václava Havla
V roce 2012, při příležitosti 1. výročí úmrtí Václava Havla, vznikla iniciativa s názvem Krátké kalhoty pro Václava Havla ve snaze uctít jeho památku gestem, které bude jedinečné, zapamatovatelné a hlavně lehce proveditelné. Krátké kalhoty připomínají inauguraci Václava Havla do prezidentského úřadu v roce 1989 ve viditelně povytažených kalhotách. Výročí spojené s úmrtím Václava Havla připadající na 18. prosinec je díky této iniciativě známo jako Den Václava Havla, jeho připomínkou mají tak být povytažené kalhoty. K iniciativě Krátké kalhoty pro Václava Havla se každý rok pravidelně připojuje také velvyslanectví USA v Praze.

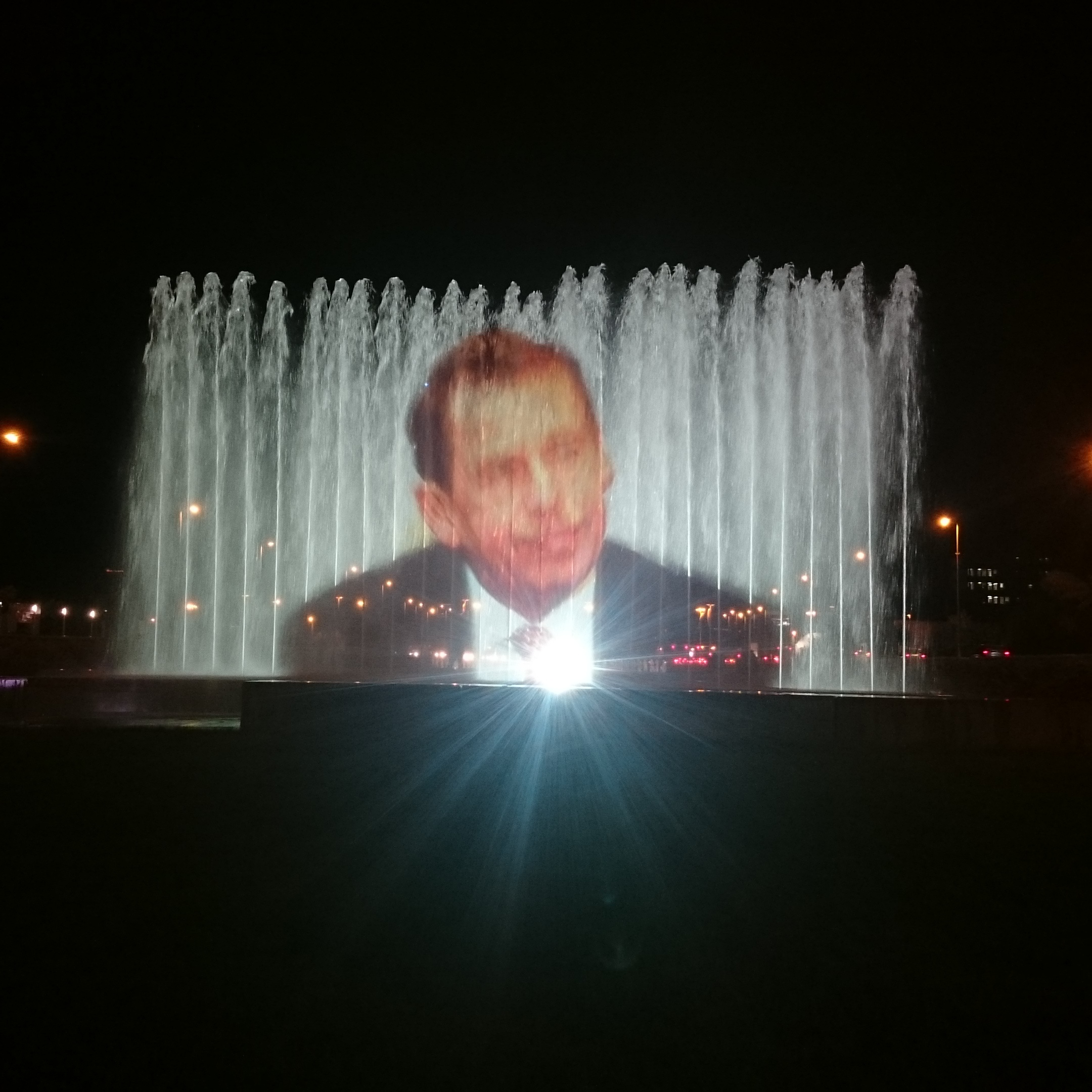
Fotografie Václava Havla na fontánách v Záhřebu v předvečer jeho nedožitých 80. narozenin, 4. října 2016

V rámci amerických oslav prezidentových nedožitých 80. narozenin roku 2016 vyhlásil newyorský starosta Bill de Blasio pravidelným Dnem Václava Havla v New Yorku 28. září.

### Další památky
U příležitosti nedožitých 80. let Václava Havla, dne 4. října 2016, byla na fontánách umístěných u Národní a univerzitní knihovny v Záhřebu promítána Havlova fotografie na návrh Chorvatsko-české společnosti.
V roce desátého výročí úmrtí Václava Havla byl 16. listopadu 2021 ve Smetanových sadech v Prostějově vysazen strom Václava Havla. Také v zámeckém parku v Chocni byl vysazen 17. listopadu 2021 jilm Václava Havla.

## Václav Havel v kulturní tvorbě

### Film
V roce 2008 vstoupil do kin celovečerní dokument Občan Havel zachycující více než desetiletí pohledů do pracovních ale i soukromých událostí prezidenta Havla, stal se nejnavštěvovanějším českým dokumentem. Film následovaly další díly v roce 2009 pojmenované Občan Havel - Kandidát, Dusno a Občan Havel - Krize a Odcházení postihující řadu zajímavých zákulisních scén, které se do filmu Občan Havel nevešly, např. cesty bývalého prezidenta po světě i po Česku, události spojené s výzvou Děkujeme, odejděte, krizi České televize, pražské zasedání Mezinárodního měnového fondu, summit NATO či neformální setkání disidentů pozvaných Havlem na šneky. V 2024 byl natočen dokumentární snímek o posledních letech Havlova života s titulem Tady Havel, slyšíte mě?
Jako autor a scenárista převedl řadu svých divadelních her pro televizní film. Václav Havel je rovněž autorem scénáře a režisérem celovečerního filmu Odcházení z roku 2011. V několika filmech si dokonce zahrál sám sebe. V několika původních českých filmech pak osobnost Václava Havla vystupuje prostřednictvím dvou českých herců Marka Daniela a Viktora Dvořáka.

#### Seznam filmů, kde se objevila Havlova osobnost
- České století, 2013, režie Robert Sedláček
- Prezident Blaník, 2018, režie Marek Najbrt
- Pražské orgie, 2019, režie Irena Pavlásková
- Havel, 2020, režie Slávek Horák

### Výstavy

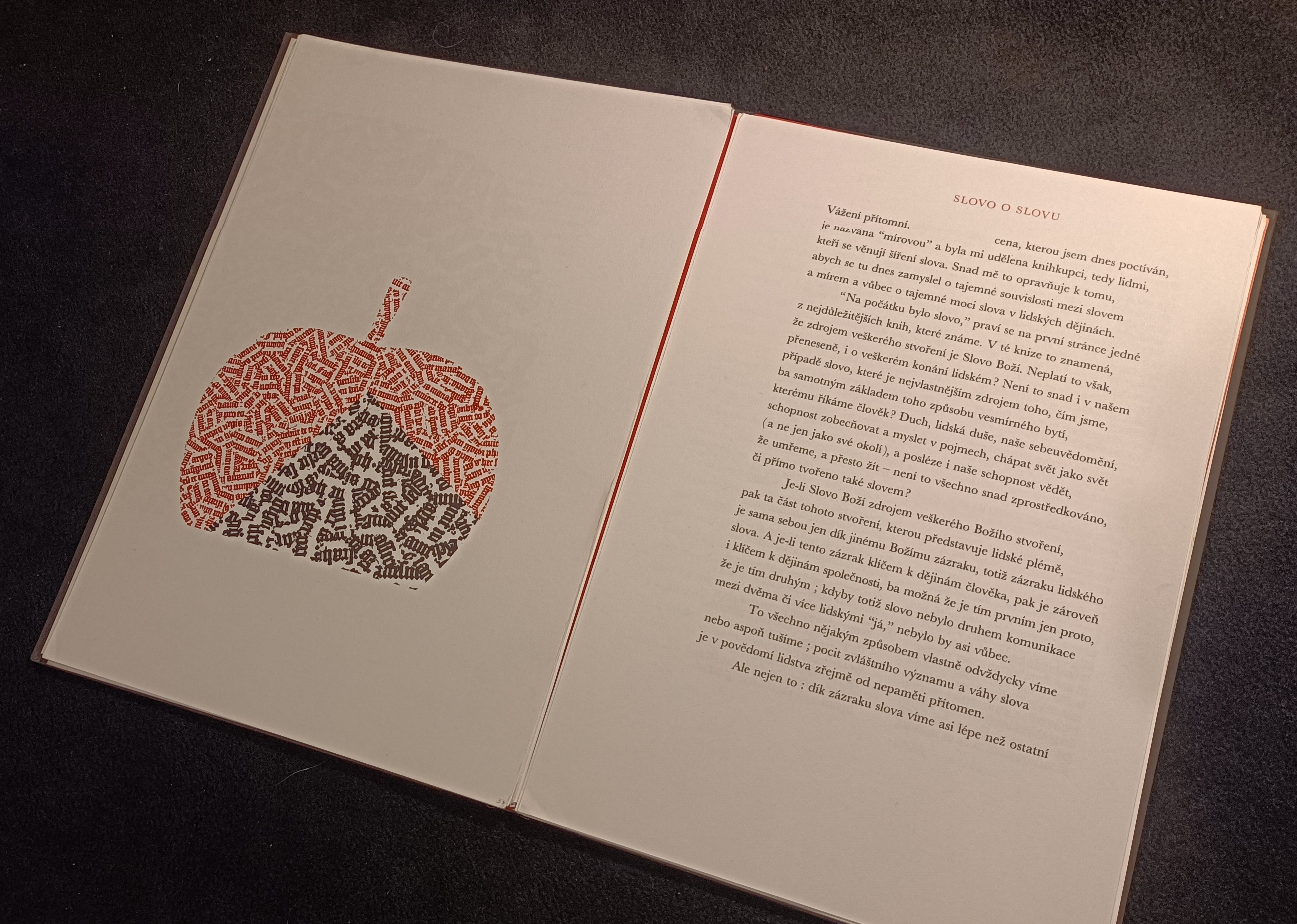
Jiřím Kolářem ilustrovaná Havlova kniha Slovo o slovu

V roce 1992 podnítila univerzita Cooper Union v New Yorku ilustrování Havlovy eseje Slovo o slovu Jiřím Kolářem. To vedlo k tisku limitované edice knihy a vytvoření velkoformátových zvětšenin pro účely výstavy. Její americká premiéra byla reprízována v České republice (1993), jednak v pražském Uměleckoprůmyslovém muzeu (UPM) a poté v benešovském Muzeu umění a designu. Tisky byly uloženy ve sbírce UPM, knihy ve sbírce benešovského muzea. Návazně proběhla v Benešově výstava podobně zvětšených Havlových typogramů Antikódy. Ty se těšily pozornosti galerií i později (např. Antikódy v Centru Bořislavka, Praha, 2022).